# Эстонская Советская Социалистическая Республика
Эсто́нская Сове́тская Социалисти́ческая Респу́блика (эст. Eesti Nõukogude Sotsialistlik Vabariik, сокращённо Eesti NSV или ENSV) — одна из 15 республик в составе Союза ССР. Образована 21 июля 1940 года решением чрезвычайного парламента Эстонской Республики («Декларация о государственной власти в Эстонии»). 8 мая 1990 года Верховный Совет Эстонской ССР объявил о восстановлении независимой Эстонской республики. Независимость была подтверждена Верховным Советом Эстонии 20 августа 1991 года и признана решением Государственного Совета СССР 6 сентября 1991 года.

## История

### Предыстория
В результате распада Российской империи большевики столкнулись с проблемой отколовшихся национальных окраин, включая прибалтийские губернии. После того как провалилась попытка установить советскую власть в Эстонии в ходе советско-эстонской войны, РСФСР и провозгласившая свою независимость Эстонская республика 2 февраля 1920 года заключили мирный договор. В соответствии с этим соглашением Советская Россия отказывалась от всяких суверенных прав на народ и территорию Эстонии, и РСФСР с Эстонией первыми в мире признавали друг друга де-юре. При заключении договора Советская Россия руководствовалась принципом самоопределения народов. Этот договор завершил военные действия между Россией и Эстонией.
Тем не менее Советской Россией, а впоследствии Советским Союзом, инспирировались и поддерживались антигосударственные движения в Эстонии начала 1920-х годов, кульминацией которых стал вооружённый мятеж 1 декабря 1924 года. После провала мятежа влияние СССР на внутриполитическую ситуацию в Эстонии резко снизилось, однако в меньших масштабах сохранялось, главным образом, опосредованно через Коммунистическую партию Эстонии.
Отказ от претензий на восстановление власти в принадлежавших России до Первой мировой войны территориях был временным. Руководство СССР рассматривало независимость балтийских государств как неприемлемое явление и разрабатывало соответствующие военно-стратегические планы. Одновременно разрабатывались планы советизации этих стран после захвата их территорий, которыми занимался генерал Владимир Триандафиллов. Весь период существования независимой Эстонской республики советское правительство использовало доступные ему возможности для подрывной деятельности против Эстонии.

### Договор о взаимопомощи и ввод советских войск
23 августа 1939 года был подписан Договор о ненападении между Германией и Советским Союзом (т. н. «пакт Молотова — Риббентропа»). Последующая аннексия Эстонии Советским Союзом считается следствием этого пакта. При этом, правительство Эстонии не запрашивало никакой помощи, включающей дипломатическую, у Германии, Финляндии, Великобритании или Латвии, трезво оценивая и свои оборонные возможности, и интересы других государств в сложившейся обстановке.
После начала Второй мировой войны, во время советско-эстонских переговоров 24 сентября 1939 года нарком иностранных дел СССР Вячеслав Молотов в ультимативной форме под угрозой военного вторжения потребовал заключения пакта о взаимопомощи, который также «обеспечивал бы Советскому Союзу права иметь на территории Эстонии опорные пункты или базы для флота и авиации». В результате был подписан договор, на основании которого в Эстонию был введён советский воинский контингент численностью 25 000 человек. 16 июня 1940 года Молотов вручил эстонскому послу ультимативную ноту, потребовав смены правительства и допущения на территорию страны дополнительного воинского контингента. 17 июня правительство Юри Улуотса ушло в отставку, передав власть просоветскому правительству Йоханнеса Вареса. По указанию советских представителей президент Эстонии Константин Пятс 5 июля подписал указ о проведении внеочередных выборов в парламент и назначил их на 14 июля 1940 года.

### Создание ЭССР
В парламентских выборах, прошедших в Эстонии 14-15 июля 1940 года, после жёстких указаний от председателя Верховного Совета РСФСР А. А. Жданова кандидатами были только члены Союза трудового народа Эстонии (СТНЭ) и всего один кандидат от оппозиции. В выборах приняли участие 80,1 % от имеющих право голоса (591 030 чел.), из них 92,8 % проголосовали за кандидатов от СТНЭ. По утверждениям эстонских историографов, выборы сопровождались запугиванием избирателей и фальсификацией результатов.
21 июля эстонский парламент принял решение об установлении в стране советской власти и образовании Эстонской Советской Социалистической Республики. 22 июля была принята декларация о вступлении Эстонии в состав СССР. Рийгикогу обратился с соответствующей просьбой к Верховному Совету СССР. В тот же день Константин Пятс подал прошение об освобождении его от полномочий президента Эстонии, которое было удовлетворено. Полномочия президента, в соответствии с Конституцией, перешли к премьер-министру. 30 июля Пятс был депортирован в Башкирию. 6 августа 1940 года VII сессия Верховного Совета СССР приняла постановление о принятии Эстонской ССР в состав СССР.
После этого парламент 25 августа принял новую Конституцию, которая за три дня до этого была согласована в Москве в Политбюро ЦК ВКП(б). Главным органом власти стал Центральный Комитет Коммунистической партии Эстонии во главе с Карлом Сяре, председателем Совета Министров Эстонской ССР стал Йоханнес Лауристин. На руководящие должности были назначены коммунисты и рабочие.
Согласно имеющимся на 2005 год оценкам эстонских исследователей, человеческие потери, причинённые эстонскому государству в результате репрессий советской власти в 1940 году, составили 48 000 человек (высланы, бежали на Запад, влияние изменения административной территории страны), были убиты 2446 человек.
Эти действия подвергались критике со стороны некоторых стран Запада. Так, 23 июля 1940 года заместитель госсекретаря США Самнер Уэллес заявил, что США не признают такие силовые изменения и сознательное уничтожение свободы. Аннексию Эстонии не признали, кроме США, также Ватикан и Ирландия, не признали де-юре, однако признавали де-факто множество стран, в первую очередь страны Запада, а также Китай и ряд стран Латинской Америки. Президент США Джеральд Форд при подписании в 1975 году Хельсинкских соглашений также подтвердил, что признание нерушимости послевоенных границ в Европе не меняет позицию США в отношении стран Балтии. В Великобритании власти заморозили золотой запас Эстонской республики (4,48 тонн золота) и вернули его Эстонии только по соглашению 1992 года. Швеция старалась избежать разногласий с Советским Союзом и на присоединение прибалтийских стран к СССР не отреагировала; при этом в конце Второй мировой войны выслала в Советский Союз беженцев из Прибалтики.
Частная собственность на землю, превышающая 30 гектаров, а также собственность церквей, религиозных объединений и местных самоуправлений (всего 24,3 % обрабатываемых земель) была экспроприирована и присоединена к государственному земельному фонду. Половина из этих земель была роздана 52 тысячам безземельных или малоземельных крестьян, средний размер земельного надела составлял 11 гектаров.

### Вторая мировая война
В период Второй мировой войны территория ЭССР была оккупирована войсками нацистской Германии. 7 июля 1941 года немецкие войска подошли к границе Эстонии, а 28 августа последние части Красной армии покинули Таллин. В 1942 году из эстонцев, вывезенных в Советский Союз или живших там до войны, был сформирован 8-й Эстонский стрелковый корпус Красной армии. Всего в Красную армию за время войны было призвано 35 тысяч жителей Эстонии.
Значительная часть эстонцев восприняла приход немецкой армии как освобождение от советской оккупации и с энтузиазмом поддержала оккупационные власти. Была восстановлена основанная в 1917 году организация «Омакайтсе» («Самооборона»), сотрудничавшая с немецким оккупационным режимом. Оккупационными властями было сформировано самоуправление во главе с эстонским политиком, бывшим главой Эстонского освободительного комитета (в Финляндии) Хяльмаром Мяэ. На территории Эстонии проводились массовые казни евреев и советских граждан. В немецкую армию в 1941—1945 годах было мобилизовано 70 тысяч жителей Эстонии.
14 февраля 1944 года политики упразднённой Эстонской республики организовали Национальный комитет Эстонии для восстановления независимого государства. 26 июля силы Ленинградского фронта под командованием маршала Говорова взяли под контроль Нарву. 25 августа советские войска вошли в Тарту. С 17 по 26 сентября, в ходе Таллинской операции Красной армии, началась эвакуация войск Третьего рейха, и Национальный комитет прекратил существование, образовав правительство Эстонии. 22 сентября из-за наступления советских войск многие члены этого правительства бежали, некоторые были арестованы; ещё некоторое время происходили столкновения красноармейцев с формированиями бывшего эстонского правительства. 23 сентября советские войска взяли Пярну, 24 ноября — остров Сааремаа. После окончания немецкой оккупации началось восстановление Эстонской ССР.

### Послевоенный период

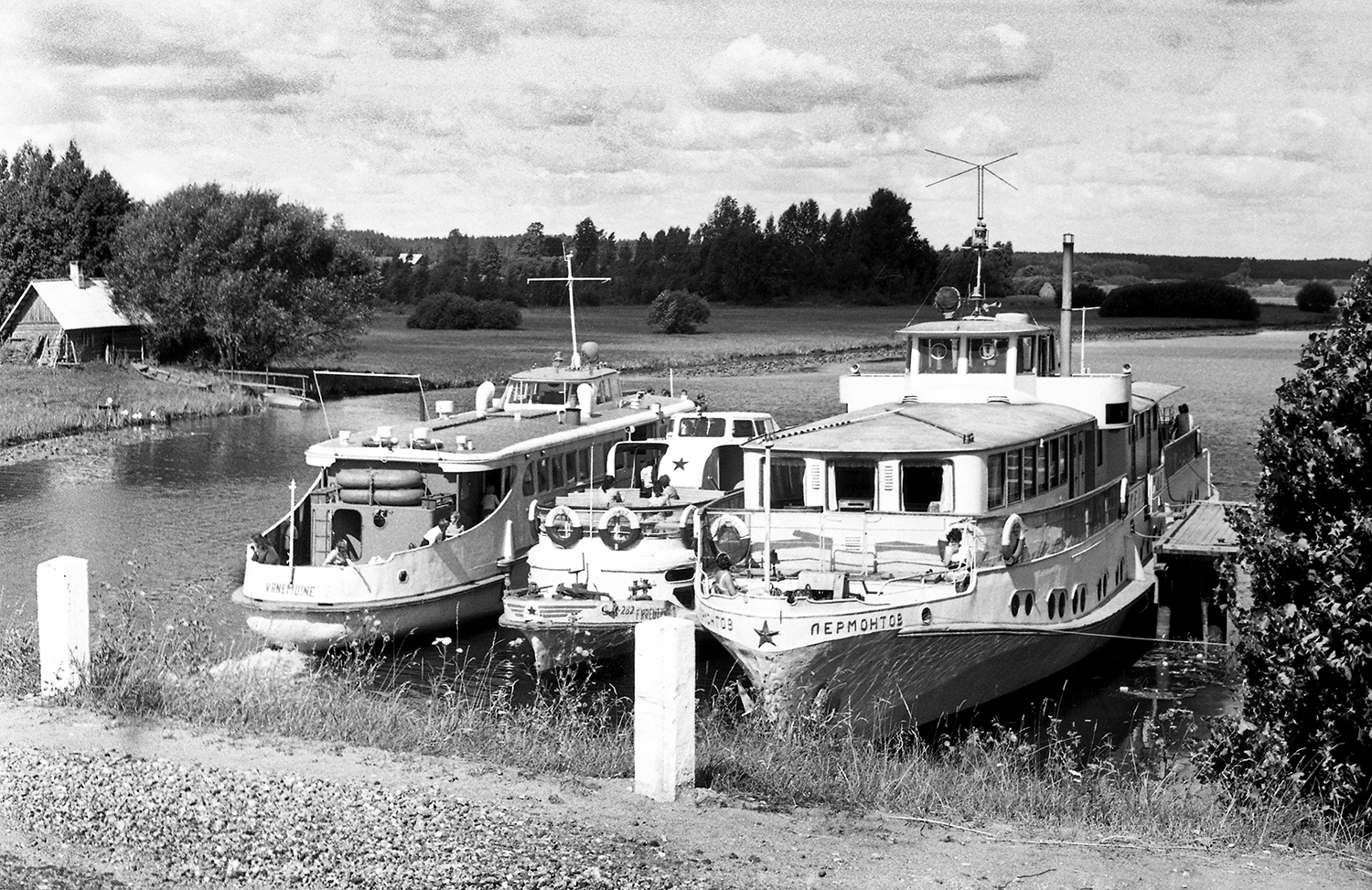
Пассажирские катера «Vanemuine» и «Лермонтов» в порту Вярска, 1972 г.

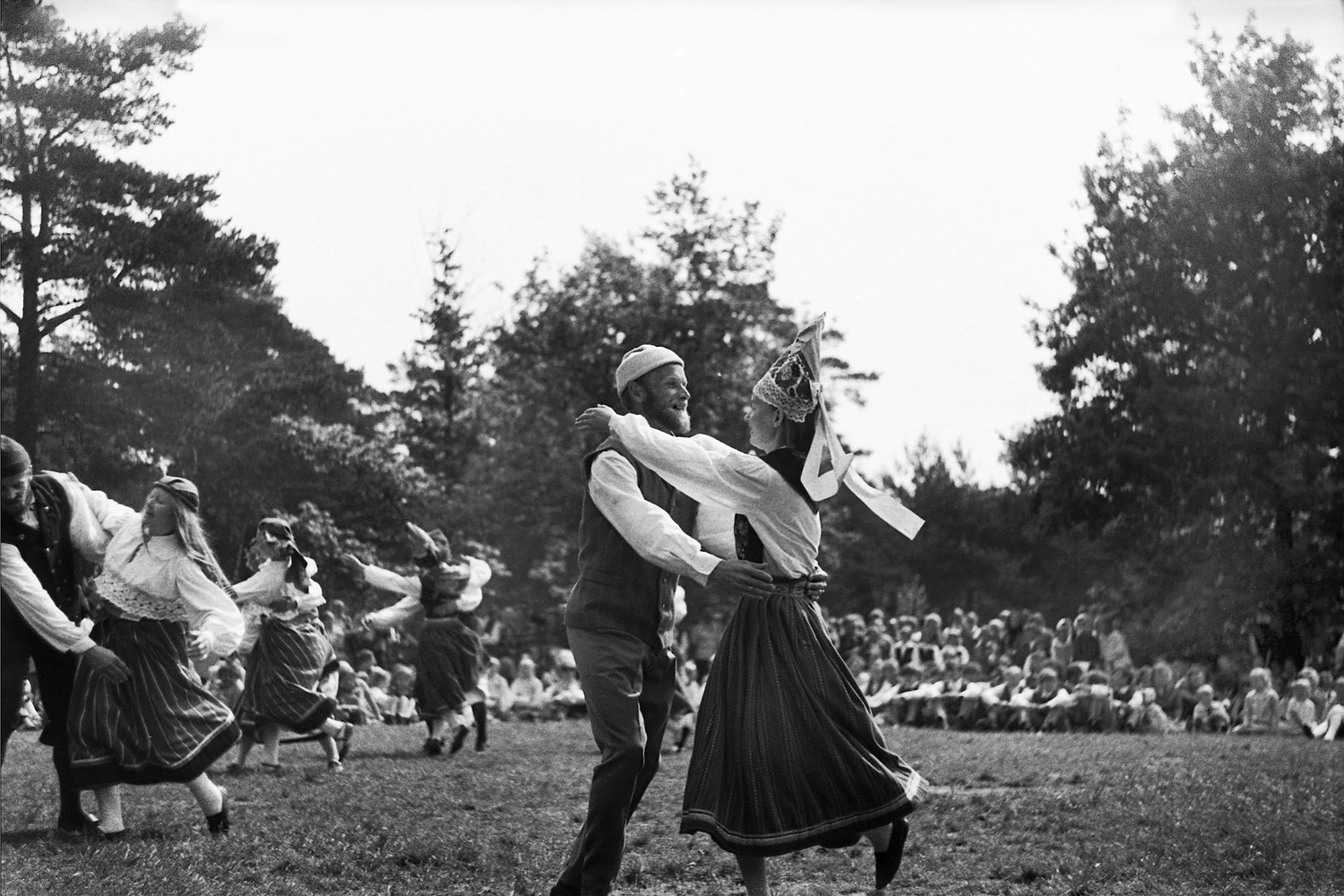
Народные эстонские танцы в Музее под открытым небом, Таллин, 1972 год

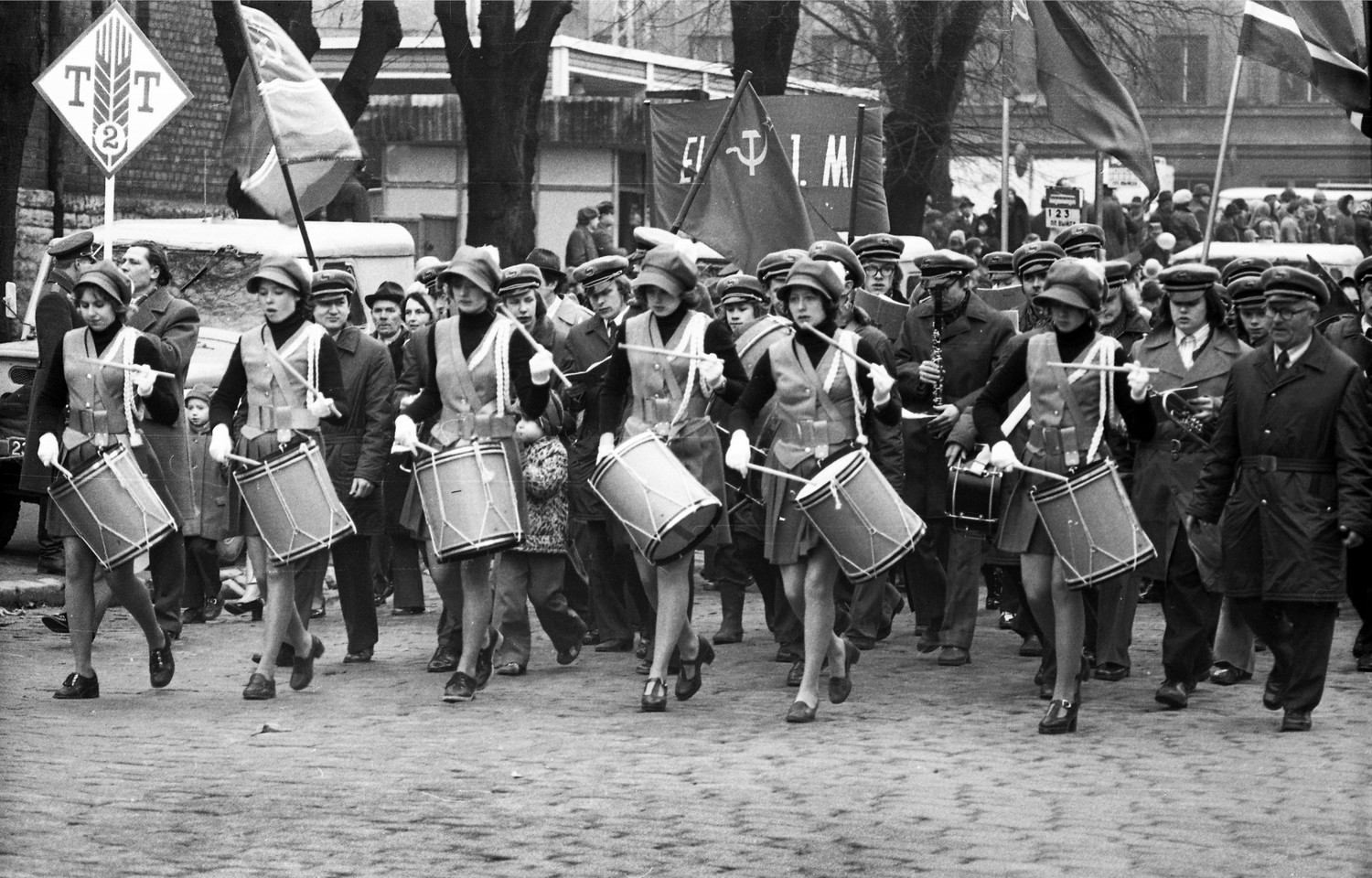
Первомайский парад в Таллине, 1973 год

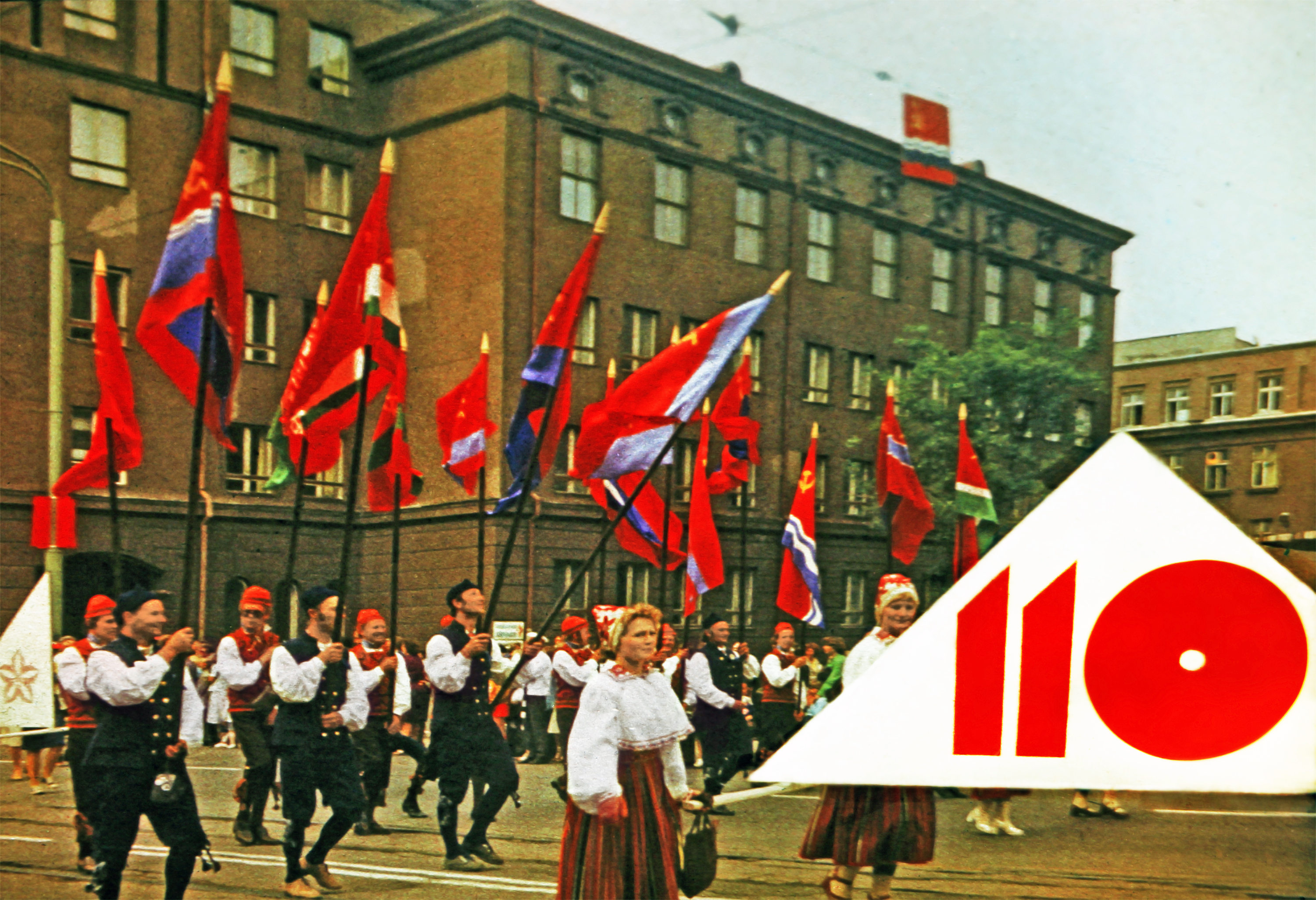
Шествие в честь XIX всеэстонского праздника песни и танца, Таллин, 1980 год

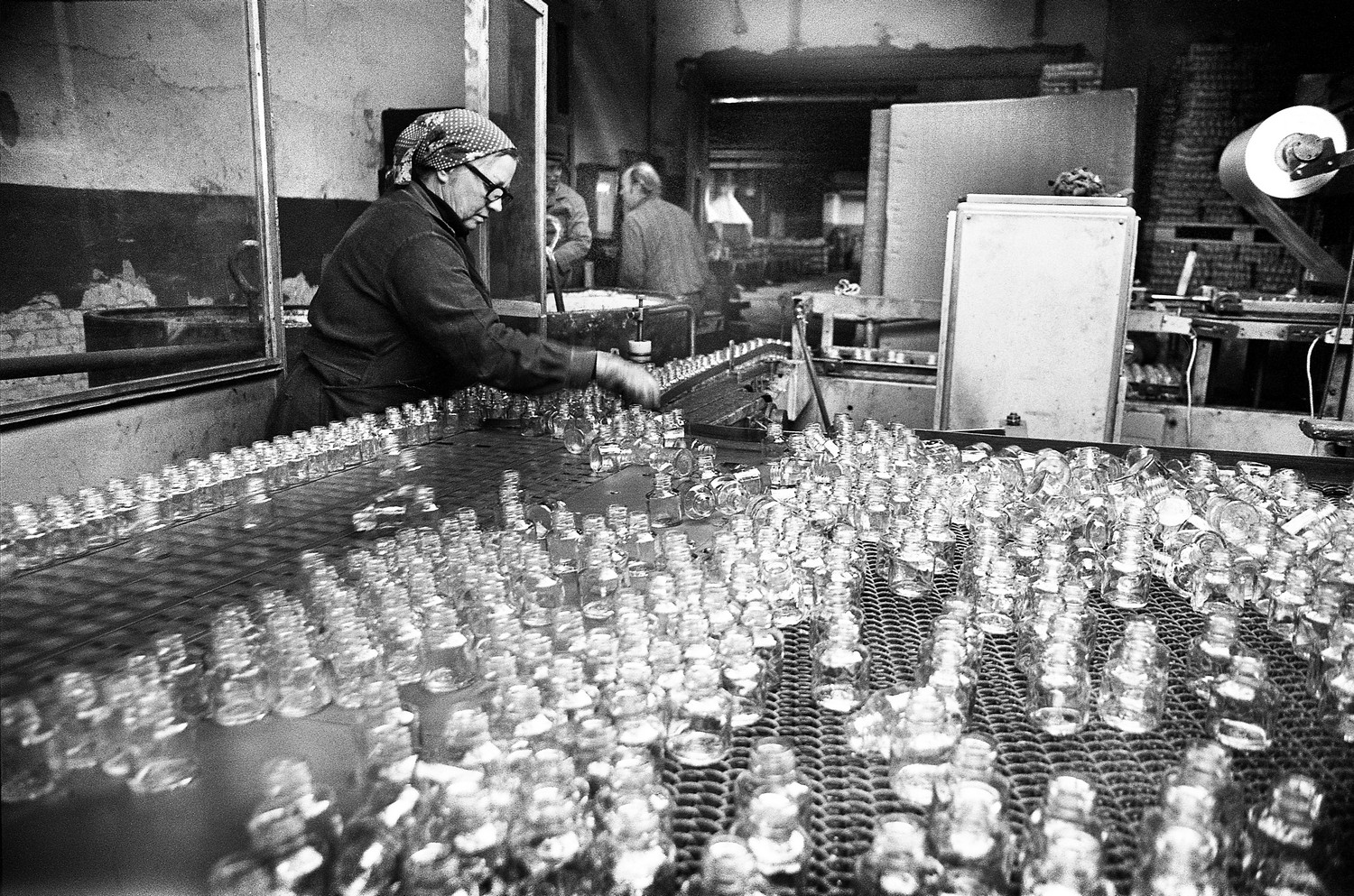
На стекольном заводе «Тарбеклаас», 1985 год

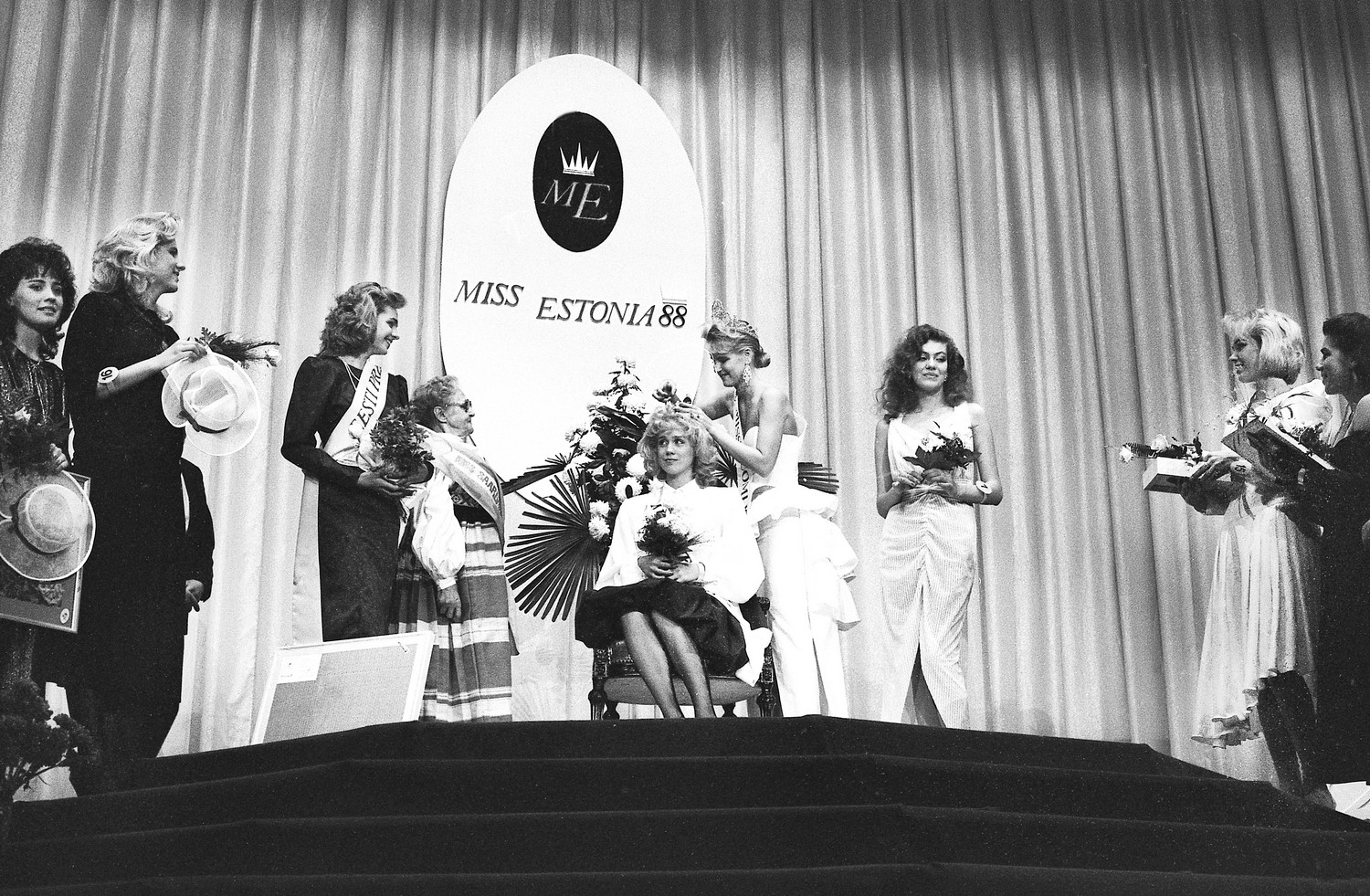
Конкурс «Мисс Эстония», 1988 год

В конце сентября 1944 года на территории Эстонии были воссозданы органы коммунистической партии и советской власти. В 1944—1950 годах все органы местного самоуправления были заменены на административные органы по советскому образцу. Завершилась начатая до войны национализация: частный сектор в промышленности был ликвидирован в 1945 году, в торговле — в 1947. С 1947 года началась коллективизация сельского хозяйства, к концу 1950 года в Эстонии было 2213 колхозов. С 1950 года началось слияние малых колхозов в крупные социалистические хозяйства. В результате централизации сельхозпроизводства к 1955 году в Эстонии было 908 колхозов и 97 совхозов. Число занятых на производстве возросло с 26 тысяч в 1945 году до 81 тысячи в 1950 году. Экономика Эстонии во всё большей мере интегрировалась в экономику СССР через поставки сырья и комплектующих изделий. Однако в стране существовало вооружённое сопротивление советской власти, получившее название «лесные братья», которое действовало до его полного уничтожения органами КГБ и милиции в 1953 году. «Лесные братья» активно поддерживались западными разведывательными органами, в первую очередь британскими.
В 1944—1945 годах часть территории Эстонской ССР (2330 км²) с преобладающим русским населением была передана РСФСР.
В ходе подготовки к мартовскому пленуму Коммунистической партии Эстонии в 1950 году и после него значительная часть руководящих коммунистических кадров, проживавших в Эстонии до 1940 года, были сняты со своих постов, а многие арестованы и репрессированы в ходе кампании по борьбе с «буржуазным национализмом». Бывший министр торговли Августин Хансен был приговорен к смерти и казнён. Кампания затронула также сферу культуры.
В 1944—1953 годах в Эстонии было репрессировано, по оценкам эстонских историков, около 36 тысяч человек, в основном по обвинению в коллаборационизме, а также за участие и поддержку антисоветских партизанских формирований («лесных братьев»), общее число членов которых составило от 10 тыс.:83 до 30 тыс. человек.
По эстонским оценкам, в марте 1949 года из Эстонии были депортированы 20 660 человек (по оценке российского историка Александра Дюкова — 20 535 человек:129), главным образом в Красноярский край и Новосибирскую область. Власти уделяли особое внимание ликвидации каждого, кто занимал какой-либо министерский пост в любом из правительств Эстонской республики, начиная с учреждения временного правительства в 1918 году.
29 сентября 1960 года Парламентская Ассамблея Совета Европы приняла резолюцию 189 (1960) по случаю 20-летней годовщины «военной оккупации и насильственного включения в состав СССР трёх европейских государств — Эстонии, Латвии и Литвы».
С 19 июля по 3 августа 1980 года во время XXII Олимпийских игр в Москве Таллин был одним из центров Олимпиады, здесь проводились парусные регаты. Для их проведения были построены Олимпийский яхт-центр, гостиницы «Олимпия» и «Пирита», новый терминал аэропорта, а также уложено новое полотно на шоссейных дорогах, ведущих к городу.
22 сентября 1980 года одно из выступлений эстонского панк-ансамбля «Пропеллер» неожиданно переросло в массовые беспорядки молодёжи, на нём раздавались антисоветские лозунги. 1 октября того же года в центре Таллина произошла антисоветская молодёжная демонстрация с участием около 2000 школьников и студентов. Милиция задержала 148 человек; на наиболее активных участников демонстрации были заведены дела по факту хулиганства.
13 января 1983 года Европейский парламент принял резолюцию по вопросу прибалтийских государств, в которой осудил факт аннексии как несоответствующий «международному праву» и обязательствам СССР по двусторонним договорам с прибалтийскими странами, подчеркнув непризнание аннексии со стороны «большинства европейских государств, США, Канады, Великобритании, Австралии и Ватикана».
В 1987 году в Эстонии началось национальное пробуждение, вызванное перестройкой советского общества, объявленной новым лидером СССР Михаилом Горбачёвым. Протесты против системы стали открытыми и частыми. 3 апреля 1987 года планы правительства начать разработку фосфоритного месторождения на севере Эстонии привели к кампании протестов в средствах массовой информации и возникновению в республике движения «зелёных» (утверждалось, что разработка месторождения нарушит водоснабжение всех прилегающих к нему областей). В 1971 году для предотвращения добычи фосфоритов был создан первый в Советском Союзе национальный парк ― Лахемаа.
23 августа 1987 года в таллинском парке Хирве собралось около двух тысяч человек в знак протеста и в ознаменование очередной годовщины подписания «пакта Молотова — Риббентропа».
26 сентября 1987 года в газете тартуского городского комитета КПЭ «Edasi» (с эст. — «Вперёд») было опубликовано предложение об экономической автономии Эстонии в составе СССР, получившее значительную поддержку в обществе. Была разработана соответствующая программа, получившая название Экономически независимая Эстония (эст. Isemajandav Eesti, сокращённо IME (букв. «чудо»)).
13 апреля 1988 года в ходе телевизионного ток-шоу Эдгар Сависаар предложил создать Народный Фронт Эстонии — общественно-политическое движение, которое должно было способствовать целям горбачёвской перестройки.
В 1988 году произошёл необыкновенный рост самосознания населения: 10—14 июня, в дни Таллинского праздника песни и танца, на Певческом поле побывало несколько десятков тысяч человек. События лета 1988 года известны теперь как «Поющая революция».
17 июня делегация Коммунистической партии Эстонской ССР на XIX партконференции КПСС в Москве внесла предложение о беспрецедентном разделении полномочий во всех сферах общественной, политической и экономической жизни в СССР и их передаче республиканским органам власти.
11 сентября собравшиеся на Певческом поле жители Эстонии услышали первый публичный призыв к восстановлению независимости.
16 ноября Верховный Совет Эстонской ССР принял Декларацию о суверенитете Эстонии, которой установил верховенство республиканского законодательства над союзным. Это был первый подобный акт, положивший начало «войне законов» в СССР. В 1989—1991 гг. Декларации о суверенитете приняты в большинстве союзных и автономных республик СССР.
23 августа 1989 года была проведена акция «Балтийский путь», в ходе которой в ознаменование 50-й годовщины «пакта Молотова — Риббентропа» в Эстонии, Латвии и Литве между Таллином и Вильнюсом была образована цепочка из взявшихся за руки людей протяжённостью свыше шестисот километров.
12 ноября Верховный Совет Эстонской ССР аннулировал свою декларацию от 22 июля 1940 года о вхождении ЭССР в СССР.
24 февраля 1990 года одновременно с выборами в Верховный Совет ЭССР состоялись выборы в Эстонский Конгресс, представлявший лиц, бывших гражданами Эстонской Республики до 6 августа 1940 года (дата вхождения ЭССР в состав СССР) и их потомков.
23 марта того же года Коммунистическая партия Эстонской ССР объявила о выходе из КПСС.

### Восстановление Эстонской республики

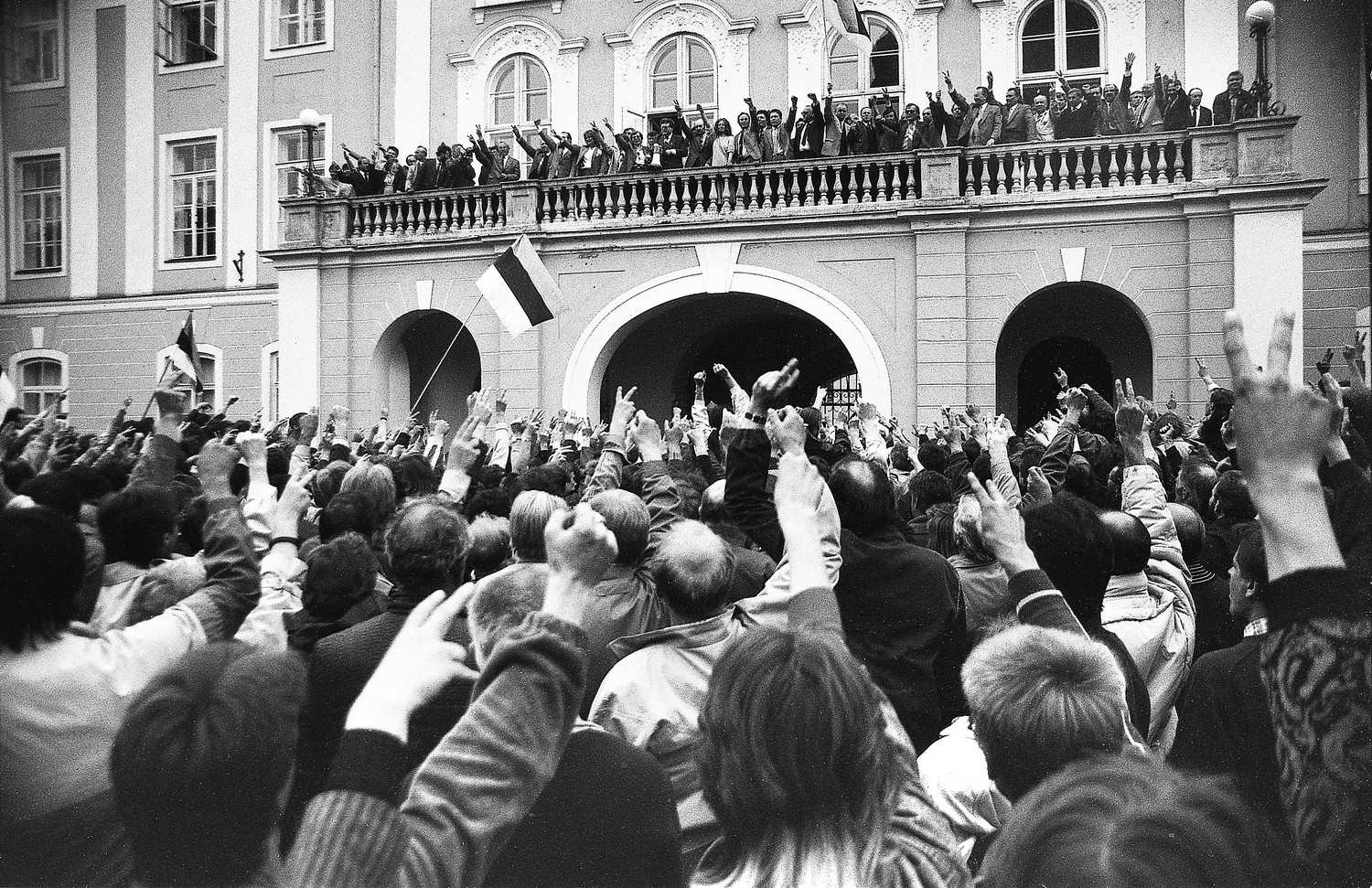
Сторонники независимости Эстонии перед зданием Верховного совета ЭССР на Вышгороде, 15 мая 1990 года

30 марта 1990 года было принято постановление Верховного Совета Эстонской ССР «О государственном статусе Эстонии», по которому государственная власть СССР в Эстонии признавалась незаконной с момента установления и провозглашалось начало восстановления Эстонской республики, а также устанавливался переходный период до формирования конституционных органов государственной власти Эстонской республики. Президент СССР М. C. Горбачёв своим указом объявил это постановление недействительным.
8 мая Верховный Совет ЭССР принял закон о признании недействительным наименования «Эстонская Советская Социалистическая Республика». Также согласно этому закону было прекращено использование герба, флага и гимна Эстонской ССР в качестве государственных символов и восстановлено действие Конституции Эстонской Республики 1938 года (где в статье 1 указано, что Эстония является самостоятельной и независимой республикой), то есть фактически Эстония объявила о выходе из состава Союза ССР. Через 8 дней был принят закон об основах временного порядка управления Эстонией, согласно которому прекращалась подчинённость органов государственной власти, государственного управления, органов суда и прокуратуры республики соответствующим органам власти Союза ССР и они отделялись от соответствующей системы СССР. Было объявлено, что отношения между республикой и Союзом ССР отныне строятся на основе Тартуского мирного договора, заключённого между Эстонской республикой и РСФСР 2 февраля 1920 года.
3 марта 1991 года состоялся референдум по вопросу о восстановлении независимости Эстонской республики, в котором приняли участие лишь правопреемные граждане Эстонской республики (в основном эстонцы по национальности).
Эстония бойкотировала состоявшийся 17 марта Всесоюзный референдум о сохранении Союза ССР, но в северо-восточных районах, населённых преимущественно русскими, местные власти организовали голосование. В этих районах в референдуме приняло участие 74,2 % избирателей, 95,0 % из которых проголосовало за сохранение СССР.
20 августа 1991 года Эстонская республика подтвердила свою независимость на основе государственной правопреемственности (т. н. «restitutio ad integrum»), то есть существующая в настоящий момент Эстонская республика de jure считается тем же самым субъектом, что и Эстонская республика, существовавшая с 1918 по 1940 год.
6 сентября 1991 года Государственный Совет СССР официально признал независимость Эстонии.

## Административное деление

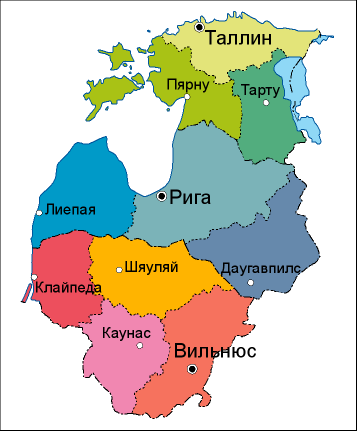
Области Прибалтики в 1952—1953 гг.

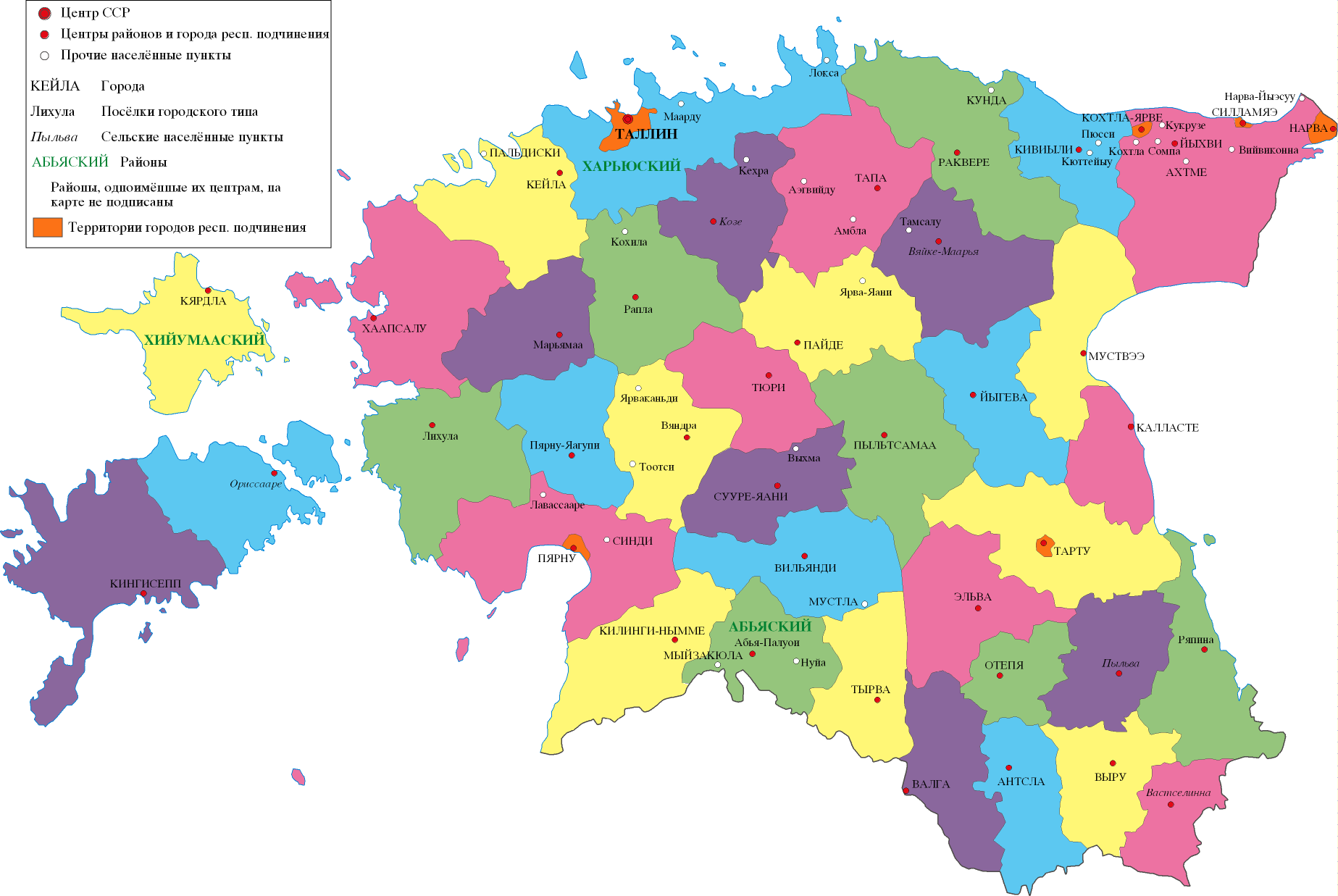
АТД Эстонской ССР в 1957 году

С момента образования ЭССР и до 1945 года в республике сохранялось административное деление на уезды и волости, существовавшее ещё в 1918 году.

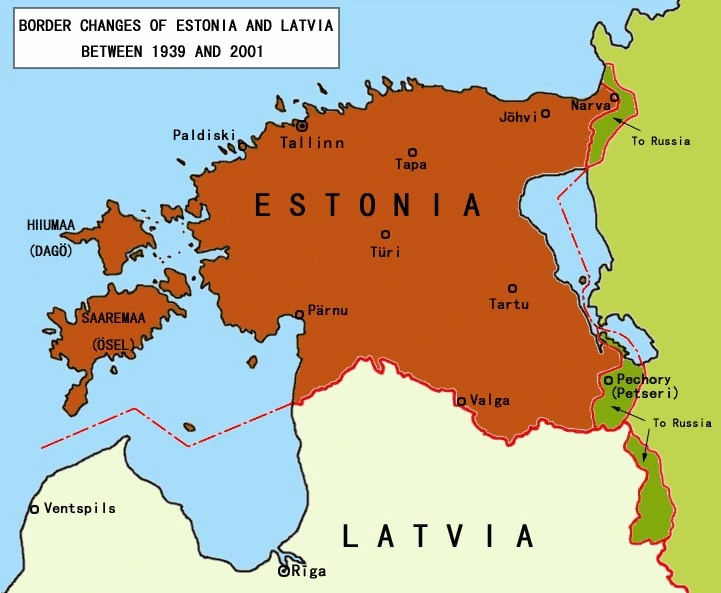
Территориальные изменения на российско-эстонской административной границе в 1944—1945 годах

Указом Президиума Верховного Совета СССР от 23 августа 1944 года город Печоры, Печорская, Слободская, Паниковская и Изборская волости Эстонской ССР, в которых преобладало русское население (всего 2330 км²), были переданы из Эстонской ССР в состав РСФСР и включены в одновременно образованную Псковскую область. На основании указа Президиума ВС СССР от 24 ноября 1944 года «О включении в состав Ленинградской области населённых пунктов, расположенных на восточном берегу реки Нарва» в состав Ленинградской области были переданы территории за рекой Нарвой, включая город Ивангород.
В 1946 году из четырёх волостей уезда Ляэнемаа был создан Хийуский уезд.
В 1949 году из восточных волостей Вирумаа создан Йыхвиский уезд, из северных волостей Тартумаа и северо-восточных Вильяндимаа — Йыгеваский уезд, а часть волостей уездов Харьюмаа и Ярвамаа присоединены к Вирускому уезду.
В сентябре 1950 года, в целях унификации административно-территориального деления во всём СССР, деление на уезды и волости было упразднено. Вместо них в Эстонской ССР было образовано 39 районов: Абьяский, Антслаский, Валгаский, Вастселийнаский, Вильяндиский, Выруский, Вяйке-Маарьяский, Вяндраский, Йыгеваский, Йыхвиский, Калластеский, Кейлаский, Кивиылиский, Килинги-Ныммеский, Кингисеппский, Козеский, Лихулаский, Локсаский, Муствеэский, Мярьямааский, Ориссаареский, Отепяский, Пайдеский, Пылваский, Пылтсамааский, Пярну-Яагупиский, Пярнуский, Раквереский, Раплаский, Ряпинаский, Сууре-Яаниский, Тапаский, Тартуский, Тырваский, Тюриский, Хаапсалуский, Харьюский, Хийумааский и Эльваский.
В 1952 году была предпринята попытка создать на территории ЭССР областное деление. 8 апреля 1952 года были созданы две области — Таллинская и Тартуская, 10 мая из частей ранее образованных областей была создана третья — Пярнуская. В итоге Пярнускую область образовали 14 юго-западных районов, Тартускую — 13 восточных, а Таллинскую — 12 северных. Просуществовало такое деление совсем недолго, до весны 1953 года.
С 1955 года и на протяжении десятилетия шёл практически непрерывный процесс корректировки районного деления. Так, на конец 1961 года в республике существовало уже 6 городов республиканского подчинения (Таллин, Тарту, Нарва, Пярну, Кохтла-Ярве, Силламяэ) и 21 район (Абьяский, Валгаский, Вильяндиский, Выруский, Вяйке-Маарьяский, Вяндраский, Йыгеваский, Кейлаский, Кингисеппский, Марьямааский, Пайдеский, Пыльтсамааский, Пылваский, Раквереский, Раплаский, Тапаский, Тартуский, Хаапсалуский, Харьюский, Хийумааский, Элваский).
К 1965 году окончательно сформировалось административное деление Эстонской ССР на 15 районов. Оно практически в том же виде используется и в современной Эстонии, за исключением того, что районы стали называться уездами, а Кохтла-Ярвеский, Пайдеский, Раквереский и Хаапсалуский районы переименованы в Ида-Вируский, Ярваский, Ляэне-Вируский и Ляэнеский уезды соответственно.

## Председатели Президиума Верховного Совета Эстонской ССР
- Иоганнес Варес (Барбарус) (1940—1946)
- Нигол Андресен (и. о.) (1946—1947)
- Эдуард Пялль (1947—1950)
- Аугуст Якобсон (1950—1958)
- Иоган Эйхфельд (1958—1961)
- Алексей Мюрисепп (1961—1970)
- Александр Ансберг (1970)
- Артур Вадер (1970—1978)
- Мета Янголенко-Ваннас (1978)
- Иван Кэбин (1978—1983)
- Арнольд Рюйтель (1983—1990)

## Председатели Совета народных комиссаров Эстонской ССР
- Йоханнес Лауристин (25 августа 1940 — 28 августа 1941)
- Оскар Сепре, и. о. (1942—1944)
- Арнольд Веймер (1944—1946)

## Председатели Совета министров Эстонской ССР
- Арнольд Веймер (1946—1951)
- Алексей Мюрисепп (1951—1961)
- Вальтер Клаусон (1961—1984)
- Бруно Сауль (1984—1988)
- Индрек Тооме (1988—1990)
- Эдгар Сависаар (1990)

## Первые секретари ЦК Компартии Эстонии как правящей партии
Эстония как одна из 15 союзных республик обладала формальными признаками государственности, однако все ключевые решения в жизни Эстонии принимались центральной властью СССР в Москве. Политическая власть принадлежала Эстонской коммунистической партии, которая была территориальной организацией КПСС. Распорядительную власть осуществлял Совет министров, а парламент — Верховный Совет ЭССР — был полностью «декоративным» органом.
Правительственные органы работали под контролем и руководством Коммунистической партии Эстонии. В 1940—1990 годах руководителями Компартии Эстонии и фактическими руководителями Эстонской ССР были:
- Карл Сяре (июнь 1940—1943)
- Николай Каротамм (28 сентября 1944 — 26 марта 1950)
- Йоханнес Кэбин (26 марта 1950 — 26 июля 1978)
- Карл Вайно (26 июля 1978 — 16 июня 1988)
- Вайно Вяльяс (16 июня 1988 — 23 марта 1990)

В 1990 году положение о руководящей роли компартии было отменено, и было разрешено образование иных политических партий. На выборах в Верховный Совет победили некоммунистические силы, и власть Компартии Эстонии на этом закончилась. Председателем Верховного Совета Эстонской ССР 15 марта 1990 года был избран бывший Председатель Президиума Верховного совета ЭССР Арнольд Рюйтель, председателем Совета министров республики 3 апреля 1990 года был назначен один из лидеров Народного фронта Эдгар Сависаар.

## Население
Численность населения Эстонской ССР:
| Год  | 1950        | 1959        | 1969        | 1979        | 1989        | 1990        |
| ---- | ----------- | ----------- | ----------- | ----------- | ----------- | ----------- |
| Чел. | ↗ 1 022 906 | ↗ 1 191 428 | ↗ 1 338 858 | ↗ 1 464 476 | ↗ 1 565 662 | ↗ 1 570 599 |

Структура национального состава ЭССР по данным переписей населения СССР, %:
| Год / национальность | Эстонцы | Русские | Украинцы | Белорусы | Финны | Евреи | Татары | Немцы | Латыши | Прочие |
| -------------------- | ------- | ------- | -------- | -------- | ----- | ----- | ------ | ----- | ------ | ------ |
| 1959                 | 74,6    | 20,1    | 1,3      | 0,9      | 1,4   | 0,5   | 0,1    | 0,1   | 0,2    | 0,8    |
| 1970                 | 68,2    | 24,7    | 2,1      | 1,4      | 1,4   | 0,4   | 0,2    | 0,6   | 0,2    | 0,8    |
| 1979                 | 64,7    | 27,9    | 2,5      | 1,6      | 1,2   | 0,3   | 0,2    | 0,3   | 0,3    | 1,0    |
| 1989                 | 61,5    | 30,3    | 3,1      | 1,8      | 1,1   | 0,3   | 0,3    | 0,2   | 0,2    | 1,2    |

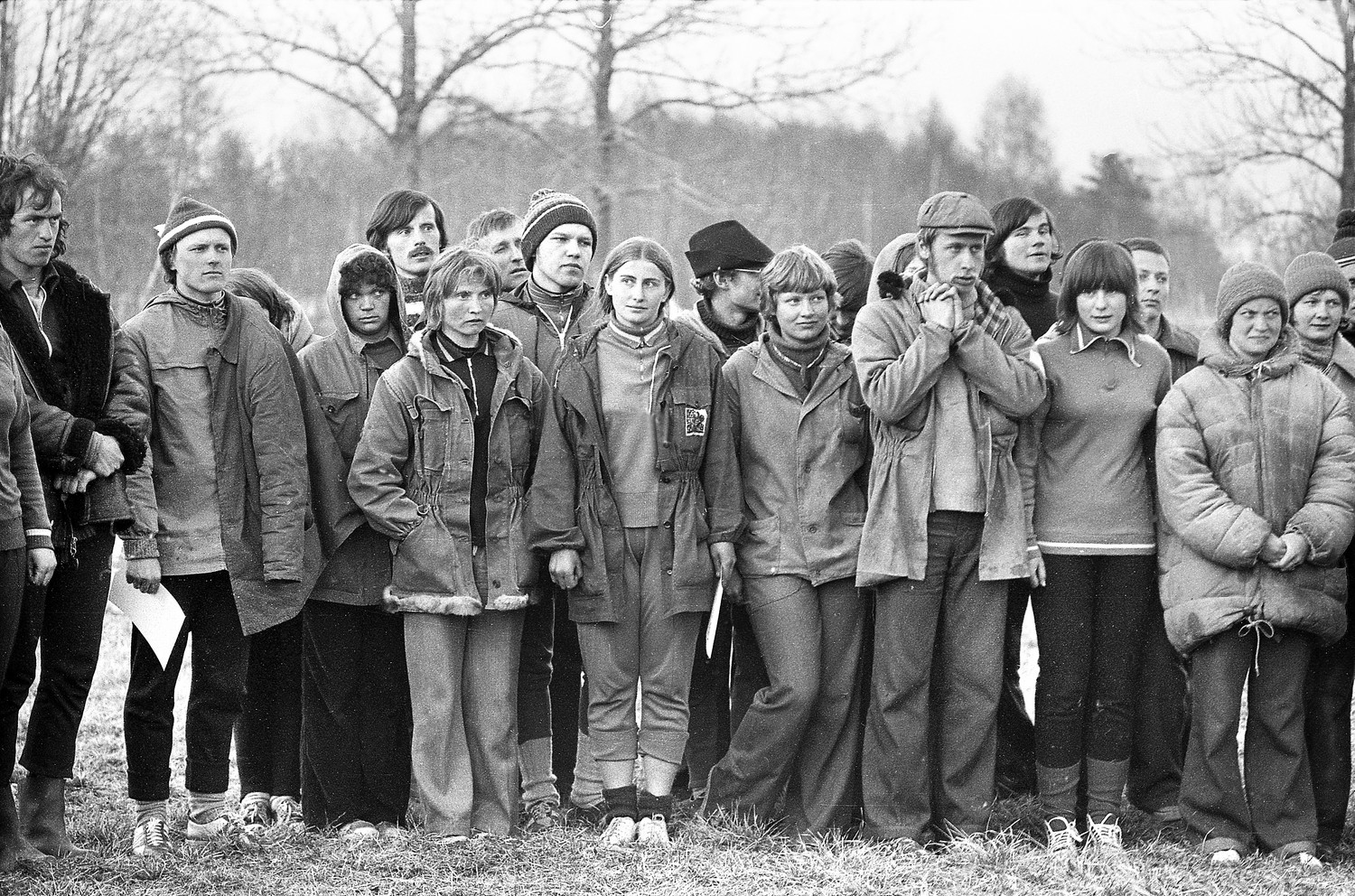
Эстонская команда скалолазов на глинте Онтика, 1978 год

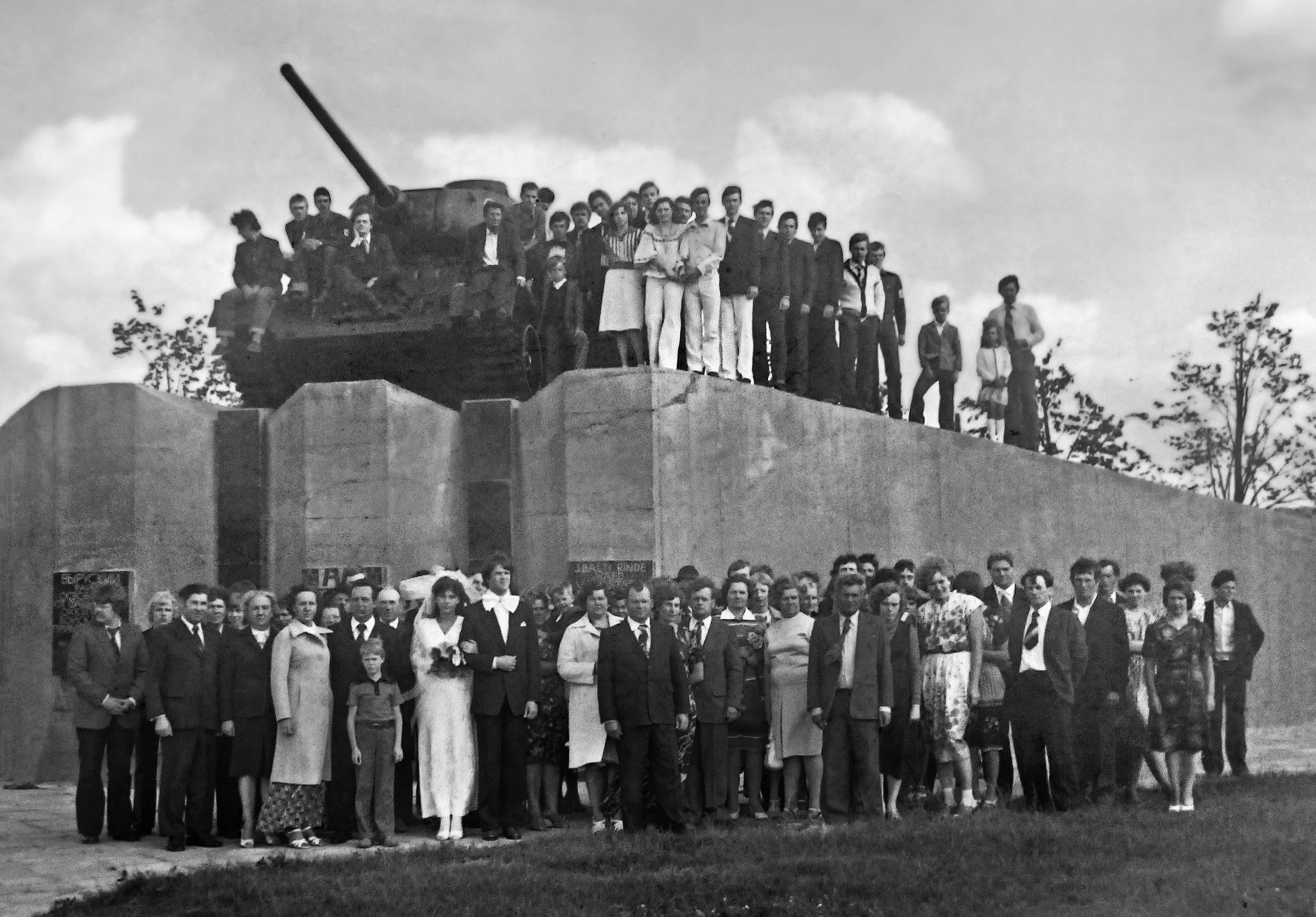
Свадебная фотография на фоне советского памятника в Выру, 1980-е годы

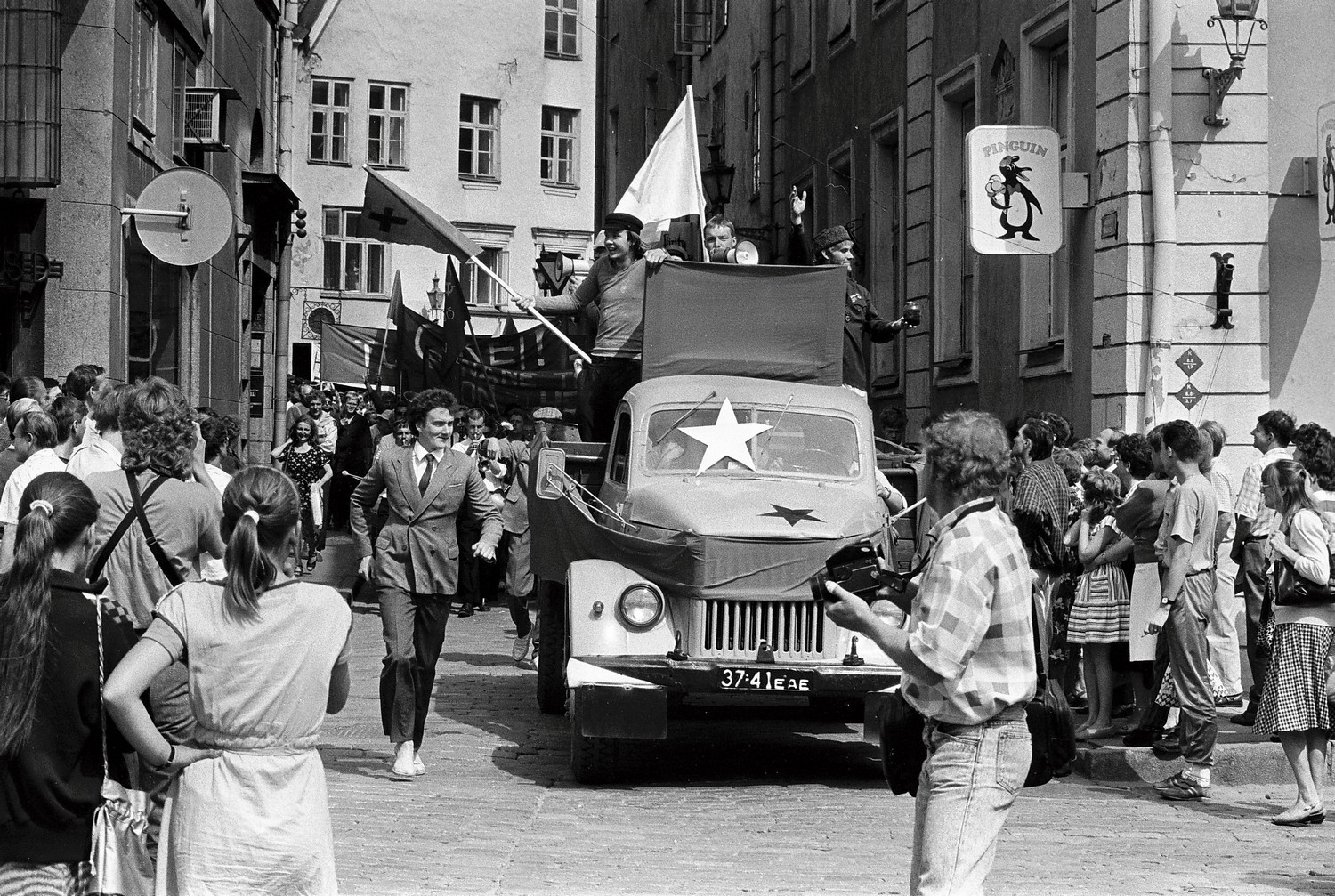
Открытие трудового лета Эстонская студенческая строительная дружина на Ратушной площади, Таллин, 1989 г.

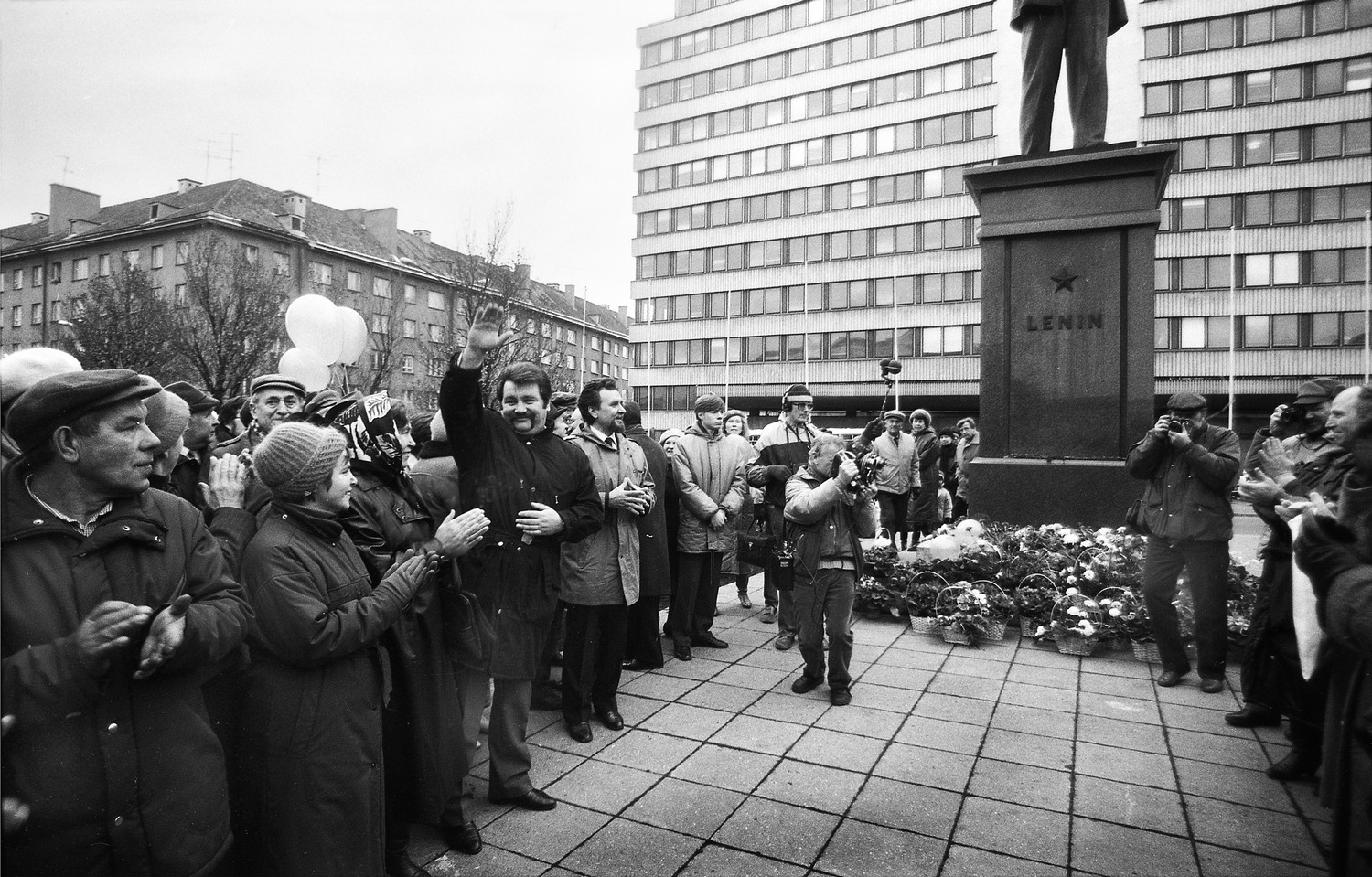
Участники «Интердвижения» 9 мая 1990 года перед памятником Ленину, Таллин

Половая структура населения по данным переписей населения:
|         | 1959 год | 1969 год | 1979 год | 1989 год |
| ------- | -------- | -------- | -------- | -------- |
| Мужчины | 43,9 %   | 45,7 %   | 46,2 %   | 46,7 %   |
| Женщины | 56,1 %   | 54,3 %   | 53,8 %   | 53,3 %   |

Структура населения по родному языку:
| Родной язык    | 1959 год | 1970 год | 1979 год | 1989 год |
| -------------- | -------- | -------- | -------- | -------- |
| Эстонский язык | 75,1 %   | 68,6 %   | 65,1 %   | 61,9 %   |
| Русский язык   | 22,0 %   | 27,6 %   | 31,7 %   | 34,8 %   |
| Прочие языки   | 2,9 %    | 3,8 %    | 3,2 %    | 3,3 %    |
| Итого          | 100 %    | 100 %    | 100 %    | 100 %    |

Возрастная структура населения:
| Возраст, лет | 1959 год | 1970 год | 1979 год | 1989 год |
| ------------ | -------- | -------- | -------- | -------- |
| 0—4          | 8,0 %    | 7,1 %    | 7,4 %    | 7,8 %    |
| 5—9          | 7,8 %    | 7,5 %    | 7,4 %    | 7,4 %    |
| 10—14        | 6,9 %    | 7,4 %    | 6,7 %    | 7,1 %    |
| 15—19        | 7,2 %    | 7,4 %    | 7,2 %    | 7,1 %    |
| 20—24        | 8,3 %    | 7,4 %    | 7,2 %    | 7,1 %    |
| 25—29        | 8,6 %    | 7,0 %    | 7,9 %    | 7,6 %    |
| 30—34        | 8,2 %    | 8,2 %    | 6,6 %    | 7,7 %    |
| 35—39        | 6,3 %    | 7,7 %    | 6,9 %    | 7,3 %    |
| 40—44        | 5,2 %    | 7,7 %    | 7,2 %    | 6,0 %    |
| 45—49        | 6,5 %    | 6,0 %    | 7,0 %    | 6,2 %    |
| 50—54        | 6,2 %    | 4,3 %    | 6,5 %    | 6,3 %    |
| 55—59        | 5,7 %    | 5,5 %    | 4,8 %    | 6,0 %    |
| 60—64        | 4,6 %    | 5,1 %    | 3,8 %    | 5,4 %    |
| 65—69        | 3,9 %    | 4,4 %    | 4,4 %    | 3,7 %    |
| 70—74        | 3,0 %    | 3,2 %    | 3,5 %    | 2,6 %    |
| 75—79        | 2,0 %    | 2,2 %    | 2,5 %    | 2,6 %    |
| 80—84        | 1,1 %    | 1,3 %    | 1,3 %    | 1,6 %    |
| 85—89        | 0,4 %    | 0,5 %    | 0,6 %    | 0,7 %    |
| 90—94        | 0,1 %    | 0,1 %    | 0,2 %    | 0,2 %    |
| 95—99        | 0,02 %   | 0,02 %   | 0,03 %   | 0,03 %   |
| 100 и старше | 0,01 %   | 0,01 %   | 0,02 %   | 0,04 %   |
| не указан    | 0,01 %   | 0,2 %    | 0,02 %   | -        |
| Итого        | 100 %    | 100 %    | 100 %    | 100 %    |

Удельный вес городского и сельского населения в общей численности населения (фактическое население в административных границах 1994 года):
|                     | 1970   | 1979   | 1989   |
| ------------------- | ------ | ------ | ------ |
| Городское население | 65,0 % | 69,6 % | 71,6 % |
| Сельское население  | 35,0 % | 30,4 % | 28,4 % |

## Здравоохранение
В 1940 году в Эстонии была создана государственная система здравоохранения с централизованным управлением. В августе 1940 года образован Народный комиссариат здравоохранения ЭССР, были национализированы частные учреждения здравоохранения, введена бесплатная медицинская помощь. Стал использоваться один из основных принципов советского здравоохранения — участковое обслуживание населения. Особое внимание уделялось охране здоровья матери и ребёнка.
В 1941 году в Эстонии насчитывалось 58 больниц, в 1977 году — 155. В 1945 году на каждые 10 тысяч человек приходилось 65,3 больничные койки, а 1977 году — 112,8. Были возведены новые лечебно-профилактические учреждения: противотуберкулёзный и онкологические диспансеры и кабинеты в Таллине, Тарту, Кохтла-Ярве, Нарве, Пярну и районных центрах; противозобный диспансер в Тарту, санитарно-эпидемиологические станции в городах и районных центрах; станции скорой помощи станции санитарной авиации в Таллине и Тарту. В 1945 году работало 57 детских и женских консультаций, в 1977 году — 146.

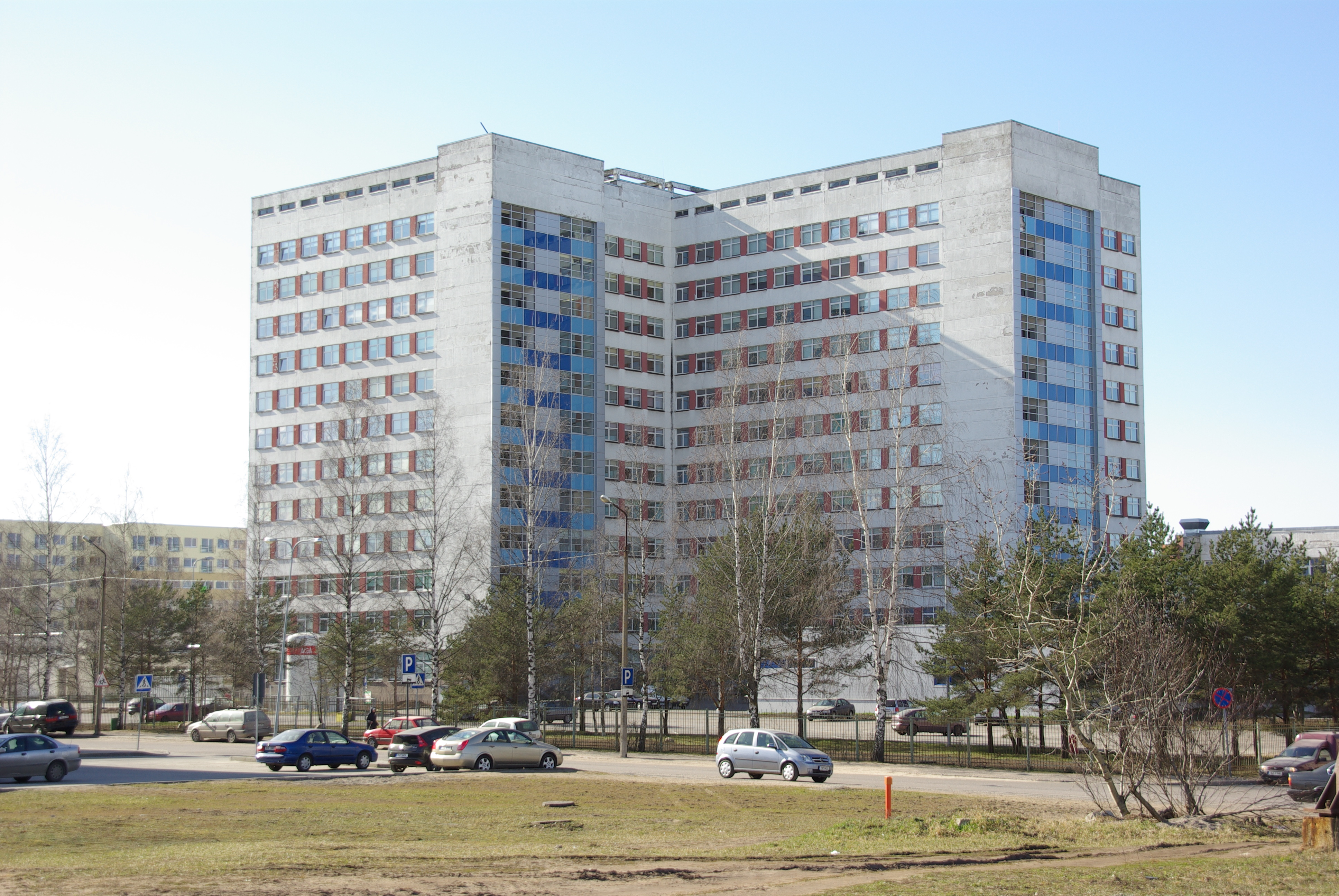
Северо-Эстонская Региональная больница, Таллин (бывшая Больница скорой помощи, построена в 1979 году)

Число учреждений здравоохранения на конец года:
|                                       | 1945 год | 1977 год |
| ------------------------------------- | -------- | -------- |
| Больниц                               | 146      | 155      |
| Поликлиник и амбулаторий              | 232      | 242      |
| Врачебных и фельдшерских здравпунктов | 45       | 225      |
| Фельдшерско-акушерских пунктов        | 29       | 236      |
| Детских и женских консультаций        | 57       | 146      |
| Станций скорой помощи                 | 2        | 29       |
| Станций санитарной авиации            | 1        | 2        |

С конца 1950-х годов были построены

в Таллине:
- онкологический диспансер,
- кожно-венерологический диспансер,

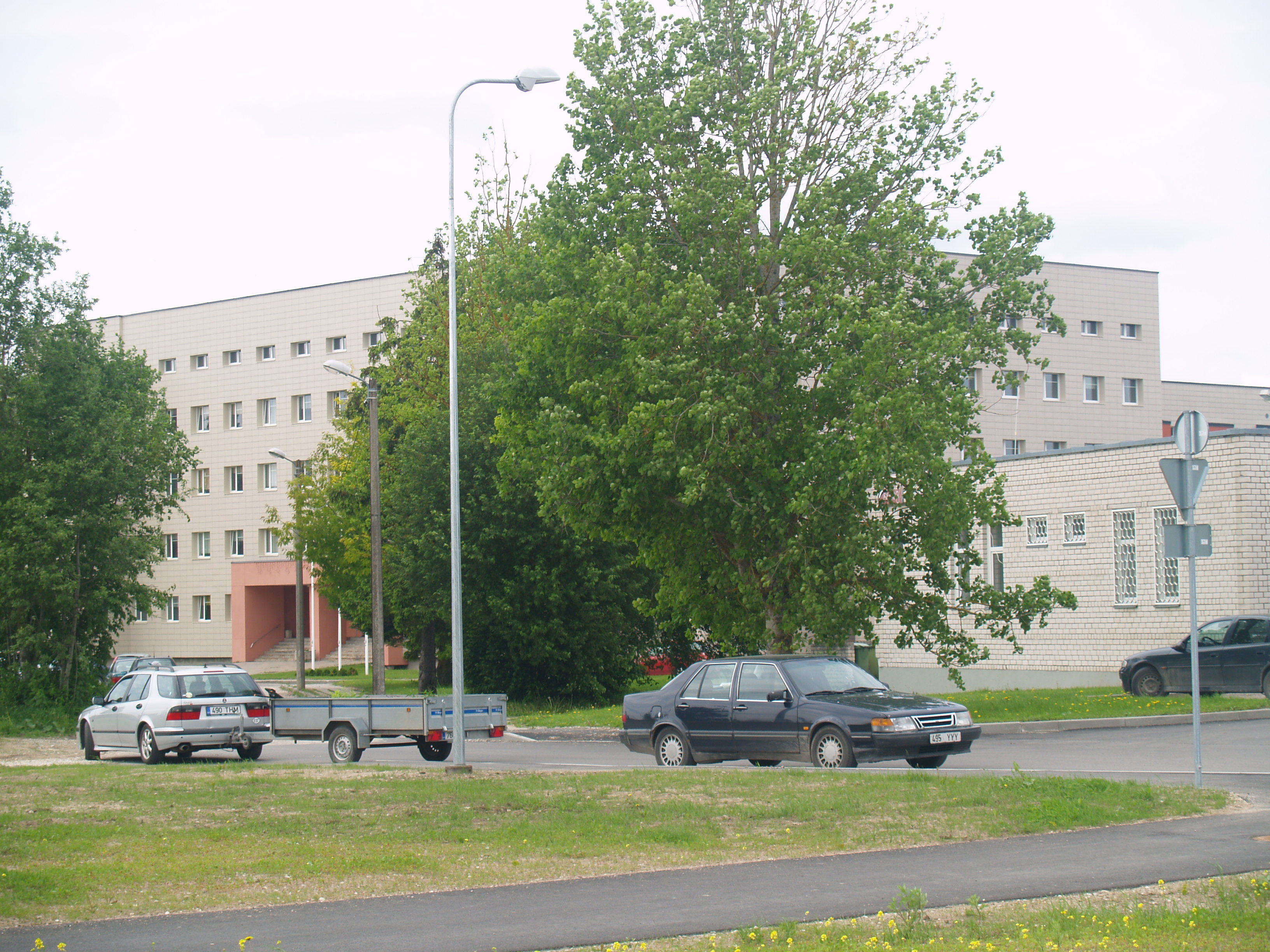
Больница в Йыгева, построена в 1980 году

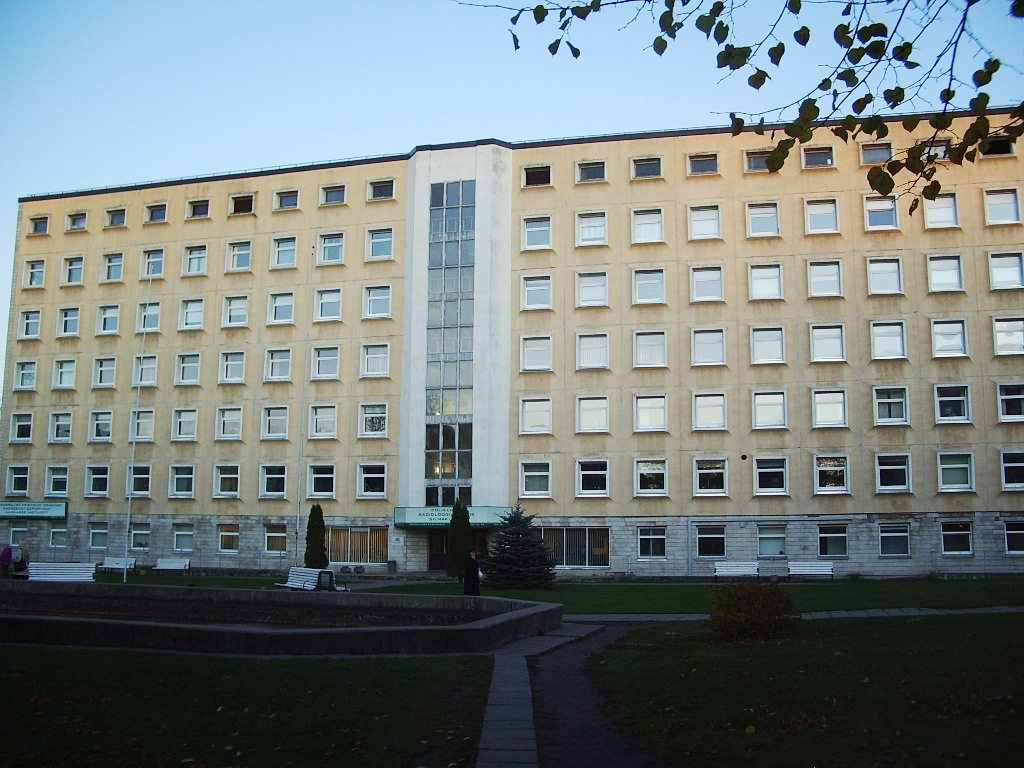
Клиника глазных болезней в Таллине, построена в 1985 году

- родильный дом в таллинском районе Пелгулинна,
- клиника профессиональных заболеваний,
- 3 поликлиники,
- Таллинская портовая больница с поликлиникой,
- больница 4-го управления Министерства здравоохранения ЭССР,
- кардиологический центр,
- травматологический пункт,
- здание медучилища в Таллине;
- станция скорой помощи,

в Тарту:
- клиника внутренних болезней,
- хирургическая клиника,
- детская инфекционная больница,
- травматологический пункт,
- кардиологический центр,
- родильный дом (реконструирован),
- пульмонологическое отделение противотуберкулёзного диспансера,
- здание медучилища;

в Рапла, Вяйке-Маарья, Локса, Выру, Пылва и Йыгева: больницы;

в Хаапсалу, Элва, Пайде, Пылва, Выру и Тартуском районе: поликлиники;

в Нарве: родильный дом;

в Кохтла-Ярве: хирургический корпус I городской больницы;

в Вильянди: стоматологическое отделение (реконструировано).
В 1963 году в Тарту было основано отделение искусственной почки. С 1960 года проводилась противотуберкулёзная вакцинация всех новорожденных. Рентгеновскому и флюорографическому исследованиям и туберкулиновым пробам в целях раннего распознавания туберкулёза в 1976 году было подвергнуто 69,6 % населения. В результате массовой вакцинации в течение ряда лет в республике не регистрировался полиомиелит. С 1965 года не отмечалось ни одного случая дифтерии.
В 1940 году на 10 тысяч человек населения в Эстонии приходилось 8 врачей (не считая зубных врачей), в 1977 году — 33,8, в 1989 году — 42,2 (для сравнения, в 2002 году этот показатель в Эстонии составил 30,6; в 2024 году — 35,7).
| Численность врачей в Эстонской ССР в 1940—1991 годах (за искл. зубных врачей), чел. | Численность врачей в Эстонской ССР в 1940—1991 годах (за искл. зубных врачей), чел. | Численность врачей в Эстонской ССР в 1940—1991 годах (за искл. зубных врачей), чел. | Численность врачей в Эстонской ССР в 1940—1991 годах (за искл. зубных врачей), чел. | Численность врачей в Эстонской ССР в 1940—1991 годах (за искл. зубных врачей), чел. | Численность врачей в Эстонской ССР в 1940—1991 годах (за искл. зубных врачей), чел. | Численность врачей в Эстонской ССР в 1940—1991 годах (за искл. зубных врачей), чел. | Численность врачей в Эстонской ССР в 1940—1991 годах (за искл. зубных врачей), чел. | Численность врачей в Эстонской ССР в 1940—1991 годах (за искл. зубных врачей), чел. | Численность врачей в Эстонской ССР в 1940—1991 годах (за искл. зубных врачей), чел. | Численность врачей в Эстонской ССР в 1940—1991 годах (за искл. зубных врачей), чел. | Численность врачей в Эстонской ССР в 1940—1991 годах (за искл. зубных врачей), чел. | Численность врачей в Эстонской ССР в 1940—1991 годах (за искл. зубных врачей), чел. | Численность врачей в Эстонской ССР в 1940—1991 годах (за искл. зубных врачей), чел. | Численность врачей в Эстонской ССР в 1940—1991 годах (за искл. зубных врачей), чел. | Численность врачей в Эстонской ССР в 1940—1991 годах (за искл. зубных врачей), чел. |
| 1940                                                                                | 1945                                                                                | 1946                                                                                | 1947                                                                                | 1948                                                                                | 1949                                                                                | 1950                                                                                | 1951                                                                                | 1952                                                                                | 1953                                                                                | 1954                                                                                | 1955                                                                                | 1956                                                                                | 1957                                                                                | 1958                                                                                | 1959                                                                                |
| ----------------------------------------------------------------------------------- | ----------------------------------------------------------------------------------- | ----------------------------------------------------------------------------------- | ----------------------------------------------------------------------------------- | ----------------------------------------------------------------------------------- | ----------------------------------------------------------------------------------- | ----------------------------------------------------------------------------------- | ----------------------------------------------------------------------------------- | ----------------------------------------------------------------------------------- | ----------------------------------------------------------------------------------- | ----------------------------------------------------------------------------------- | ----------------------------------------------------------------------------------- | ----------------------------------------------------------------------------------- | ----------------------------------------------------------------------------------- | ----------------------------------------------------------------------------------- | ----------------------------------------------------------------------------------- |
| 822                                                                                 | ↘674                                                                                | ↗844                                                                                | ↗982                                                                                | ↗1174                                                                               | ↗1330                                                                               | ↘1281                                                                               | ↗1655                                                                               | ↗1844                                                                               | ↗2006                                                                               | ↗2196                                                                               | ↘2055                                                                               | ↗2185                                                                               | ↗2269                                                                               | ↗2363                                                                               | ↗2444                                                                               |
| 1960                                                                                | 1961                                                                                | 1962                                                                                | 1963                                                                                | 1964                                                                                | 1965                                                                                | 1966                                                                                | 1967                                                                                | 1968                                                                                | 1969                                                                                | 1970                                                                                | 1971                                                                                | 1972                                                                                | 1973                                                                                | 1974                                                                                | 1975                                                                                |
| ↗2518                                                                               | ↗2700                                                                               | ↗2792                                                                               | ↗2964                                                                               | ↗3103                                                                               | ↗3253                                                                               | ↗3377                                                                               | ↗3483                                                                               | ↗3565                                                                               | ↗3654                                                                               | ↗3860                                                                               | ↗3985                                                                               | ↗4120                                                                               | ↗4312                                                                               | ↗4412                                                                               | ↗4544                                                                               |
| 1976                                                                                | 1977                                                                                | 1978                                                                                | 1979                                                                                | 1980                                                                                | 1981                                                                                | 1982                                                                                | 1983                                                                                | 1984                                                                                | 1985                                                                                | 1986                                                                                | 1987                                                                                | 1988                                                                                | 1989                                                                                | 1990                                                                                | 1991                                                                                |
| ↗4723                                                                               | ↗4893                                                                               | ↗5067                                                                               | ↗5181                                                                               | ↗5345                                                                               | ↗5500                                                                               | ↗5702                                                                               | ↗5916                                                                               | ↗6066                                                                               | ↗6230                                                                               | ↗6400                                                                               | ↗6548                                                                               | ↗6605                                                                               | ↗6606                                                                               | ↘6283                                                                               | ↘5520                                                                               |

Санатории в 1977 году:
| Название и местонахождение   | Болезни                                                                         | Число мест |
| ---------------------------- | ------------------------------------------------------------------------------- | ---------- |
| «Эстония», Пярну             | заболевания периферической нервной системы, костно-суставные и гинекологические | 345        |
| «Раху», Пярну                | заболевания пищеварительного тракта и костно-суставные                          | 725        |
| «Сыпрус», Пярну              | заболевания органов кровообращения                                              | 365        |
| «Лайне», Хаапсалу            | заболевания периферической нервной системы и костно-суставные                   | 266        |
| «Нарва-Йыэсуу», Нарва-Йыэсуу | санаторий для работников колхозов                                               | ..         |
| «Тервис», Пярну              | санаторий работников сельского хозяйства                                        | ..         |

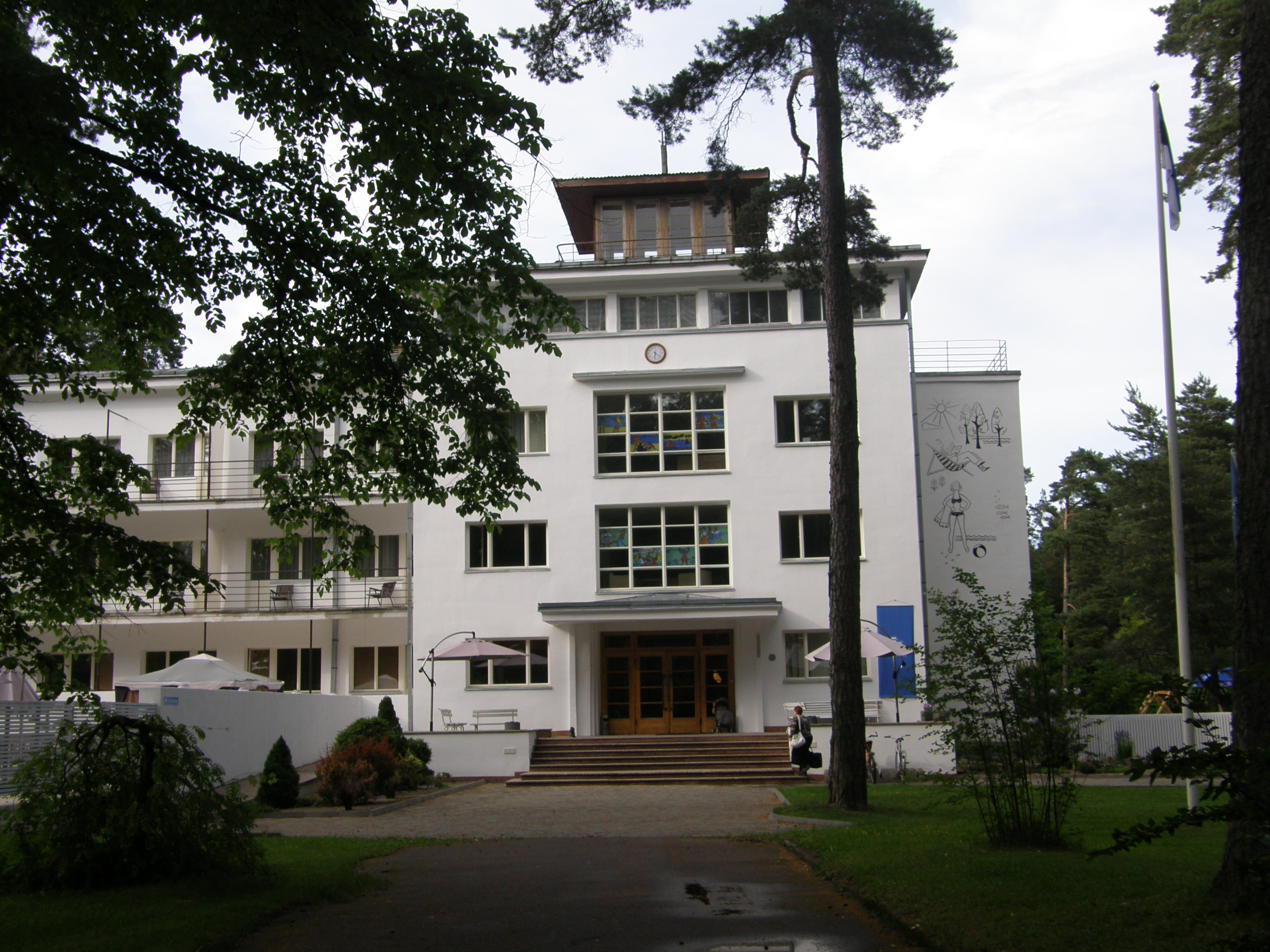
Главный корпус санатория «Нарва-Йыэсуу», построен в 1961 году, памятник архитектуры

Свой профилакторий имели Кохтла-Ярвеское сланцехимическое производственное объединение им. В. И. Ленина, Кренгольмская мануфактура и ТГУ. Для детей, страдающих туберкулёзом и хроническими заболеваниями дыхательных путей, существовали специализированные санатории, для детей-ревматиков — санаторное отделение при отдельных больницах. В 1947 году были основаны дома отдыха в Вызу, в 1953 — в Лауласмаа и в 1967 — в Пюхаярве. Дома отдыха также имели многие учреждения и предприятия. В 1975 году насчитывалось 355 домов отдыха.
Подготовку среднего медицинского персонала осуществляли 3 медицинских училища (в Таллине, Тарту и Кохтла-ярве), медперсонала с высшим образованием — медицинский факультет ТГУ. В 1940 году на каждые 10 тысяч человек приходилось 10,0 врача, в 1977 году — 38,9. Научно-исследовательской работой по проблемам медицинских наук занимались медицинский факультет ТГУ, Институт экспериментальной и клинической медицины Министерства здравоохранения ЭССР, Таллинский НИИ эпидемиологии, микробиологии и гигиены, а также многие врачи. В 1944 году была основана Государственная научная медицинская библиотека (в 1977 — 296 466 томов. В 1945—1946 годах издавался медицинский журнал «Nõukogude Eesti arst» («Врач Советской Эстонии»), с 1958 года выходил журнал «Nõukogude Eesti tervishoid» («Здравоохранение Советской Эстонии»).

## Образование
В 1944—1958 годах было введено всеобщее обязательное 7-летнее обучение, в 1959 году начался переход к всеобщему обязательному 8-летнему обучения (завершён в 1962/63 учебном году). С 1965 года создавались классы и школы с углублённым изучением отдельных учебных предметов (иностранных языков, музыки, математики, химии и т. д.). В 1977/78 учебном году в Эстонии насчитывалось 71 начальная школа, 264 8-летних, 173 средних и 43 специальных общеобразовательных школ, где всего обучалось 193 500 учащихся, в 51 вечерней общеобразовательной школе — 21 437 учащихся.
Профессионально-техническое образование строилось, как правило, на базе 8-летней школы. Основными типами профессионально-технических учебных заведений (ПТУ) были: 1-2-годичные профтехучилища; 3-годичные средние профтехучилища, дававшие наряду с профессиональным и общее среднее образование; технические училища со сроком обучения 0,5—2 года (на базе средней школы). В 1977/78 учебном году насчитывалось 34 ПТУ, в которых обучалось 13 500 учащихся, из них 23 средних ПТУ, в которых обучалось 8059 учащихся. Учёба была связана с производственным трудом, учащиеся этих учебных заведений находились на обеспечении государства. Существовали также отдельные ведомственные профессиональные училища и учебные комбинаты.
Срок обучения в средних специальных учебных заведениях (техникумах, мореходных, педагогических, медицинских, музыкальных и художественных училищах) составлял 2,5—4 года в зависимости от специальности, предварительного образования (8-летнее или среднее) и формы обучения (дневная, вечерняя или заочная). Учащиеся получали стипендию, а выпускники пользовались правом поступления в вуз. В 1977/78 учебном году имелось 38 средних специальных учебных заведений, в которых обучалось 24 803 учащихся.

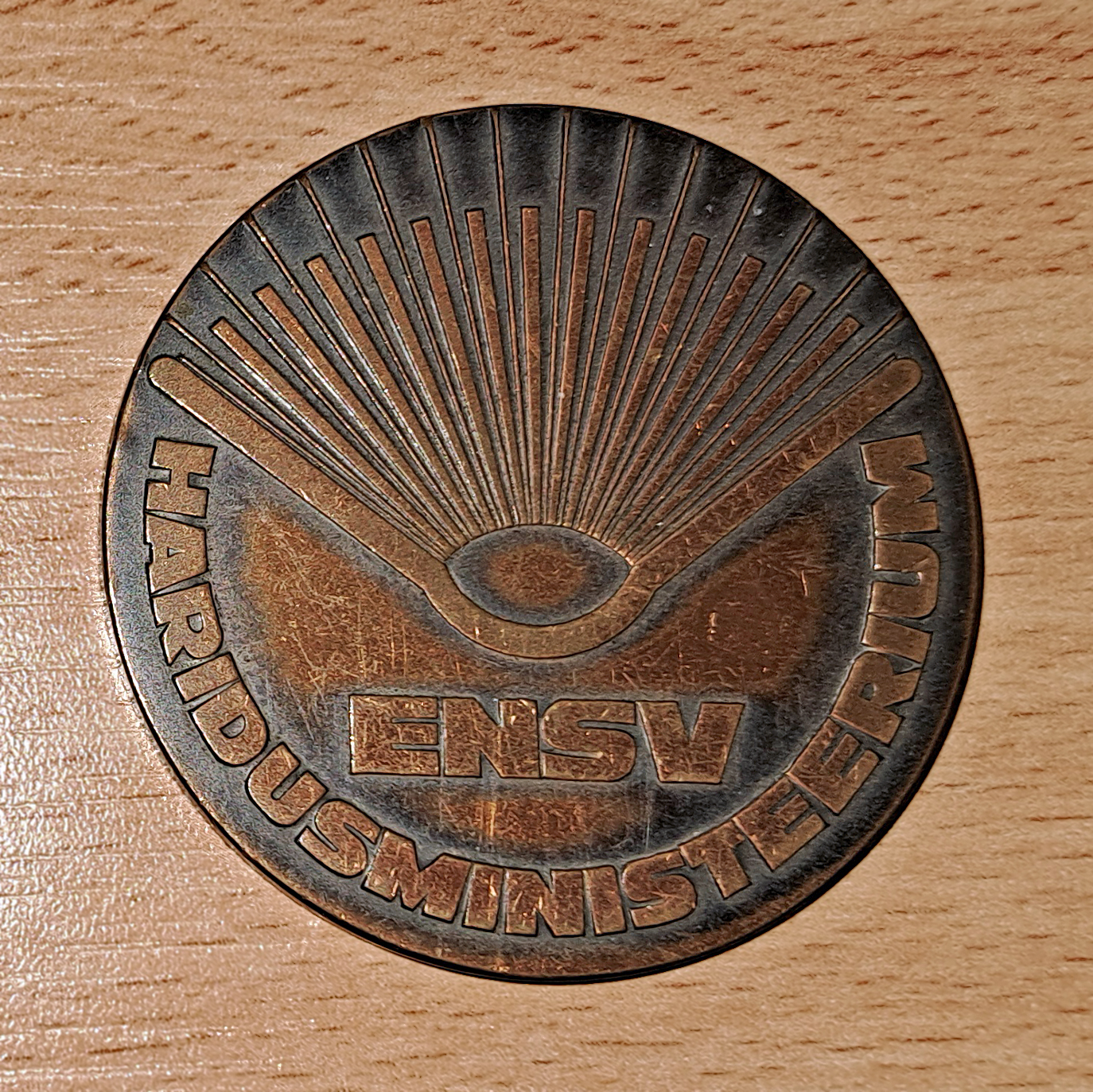
Памятная медаль Министерства образования ЭССР лучшему выпускнику школы

В 1978/79 учебном году в системе высшего образования Эстонии было 6 вузов.:
- Тартуский государственный университет
- Таллинский политехнический институт
- Таллинский педагогический институт им. Э. Вильде
- Государственный художественный институт Эстонской ССР
- Таллинская государственная консерватория
- Эстонская сельскохозяйственная академия

За 1945—1977 годы вузы Эстонии подготовили 61 701 специалиста. В 1977 году на каждые 10 тысяч человек населения приходилось 169 студентов.
Школы Эстонской ССР:
| Учебный год | Общеобразовательные школы (в том числе вечерние) | Общеобразовательные школы (в том числе вечерние) | Общеобразовательные школы (в том числе вечерние) | Профессионально- технические училища | Профессионально- технические училища | Средние специальные учебные заведения | Средние специальные учебные заведения |
| ----------- | ------------------------------------------------ | ------------------------------------------------ | ------------------------------------------------ | ------------------------------------ | ------------------------------------ | ------------------------------------- | ------------------------------------- |
| Учебный год | учебных заведений                                | учащихся, тыс. чел.                              | учителей, тыс. чел.                              | учебных заведений                    | учащихся, тыс. чел.                  | учебных заведений                     | учащихся, тыс. чел.                   |
| 1940/41     | 1255                                             | 121,1                                            | 5,2                                              | ..                                   | ..                                   | 17                                    | 2,1                                   |
| 1945/46     | 1059                                             | 126,0                                            | 5,2                                              | ..                                   | 2,4                                  | 46                                    | 9,7                                   |
| 1950/51     | 1243                                             | 156,5                                            | 7,9                                              | ..                                   | 3,3                                  | 47                                    | 10,4                                  |
| 1955/56     | 1190                                             | 160,8                                            | 9,8                                              | ..                                   | 4,6                                  | 46                                    | 16,1                                  |
| 1960/61     | 1211                                             | 184,7                                            | 12,3                                             | ..                                   | 5,7                                  | 34                                    | 15,4                                  |
| 1965/66     | 1068                                             | 216,7                                            | 14,0                                             | ..                                   | 7,0                                  | 35                                    | 27,6                                  |
| 1970/71     | 812                                              | 211,4                                            | 13,8                                             | ..                                   | 8,2                                  | 37                                    | 24,1                                  |
| 1977/78     | 602                                              | 214,9                                            | 14,5                                             | 34                                   | 13,5                                 | 38                                    | 24,8                                  |
| 1988/89     | 616                                              | 231,3                                            | 15,1                                             | 41                                   | 15,5                                 | 36                                    | 20,6                                  |

Вузы Эстонской ССР:
| Учебный год | Число вузов | Число штатных преподавателей | Число студентов |
| ----------- | ----------- | ---------------------------- | --------------- |
| 1940/41     | 5           | 537                          | 4740            |
| 1945/46     | 5           | ..                           | 3771            |
| 1950/51     | 7           | 750                          | 8813            |
| 1955/56     | 7           | 863                          | 11 867          |
| 1960/61     | 6           | 954                          | 13 507          |
| 1965/66     | 6           | 1336                         | 21 363          |
| 1970/71     | 6           | 1687                         | 22 078          |
| 1977/78     | 6           | 1904                         | 24 679          |
| 1980/81     | 6           | 2097                         | 25 472          |
| 1988/89     | 6           | 2157                         | 24 275          |

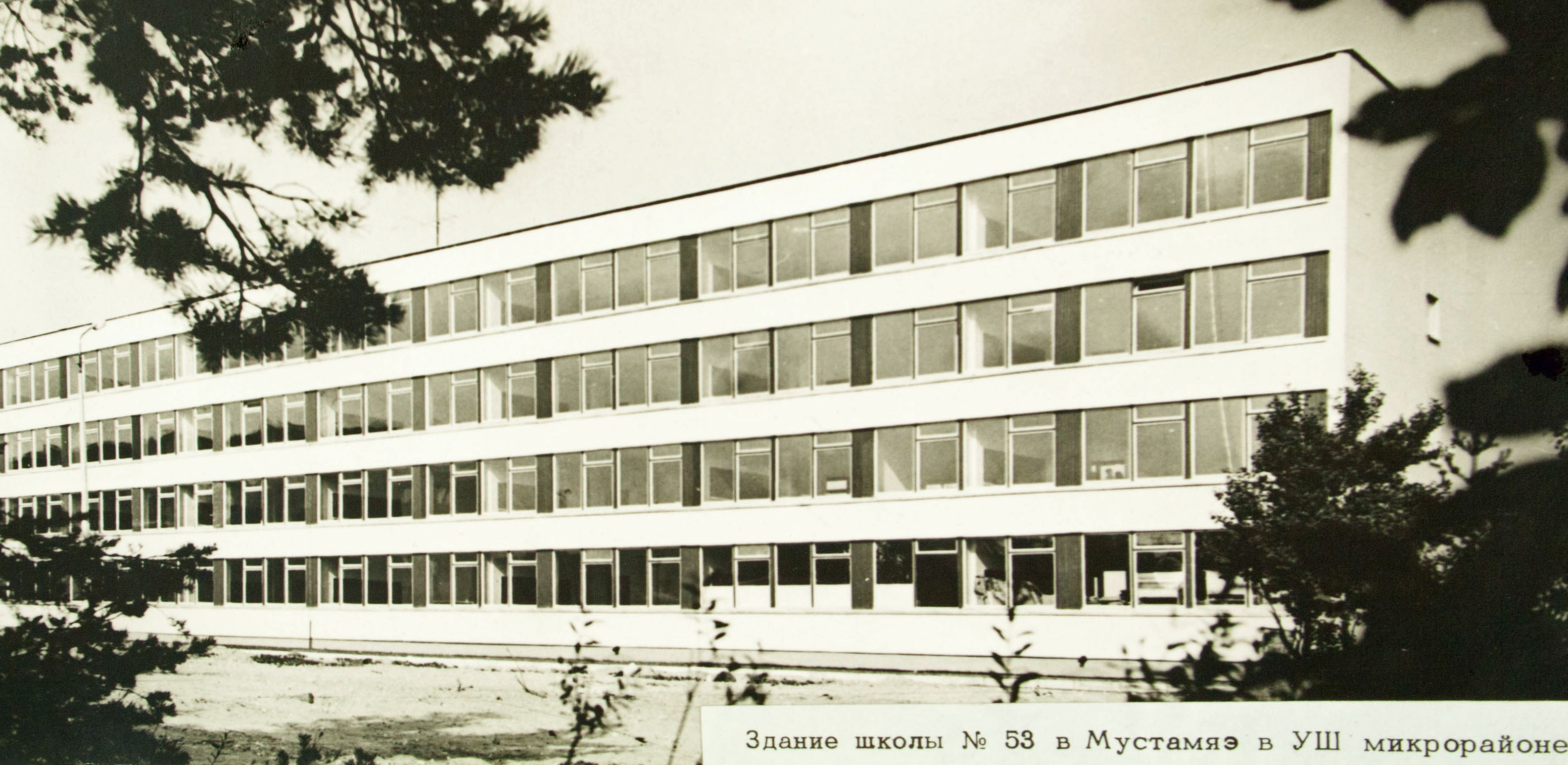
Таллинская 53-я средняя школа в 1970 году

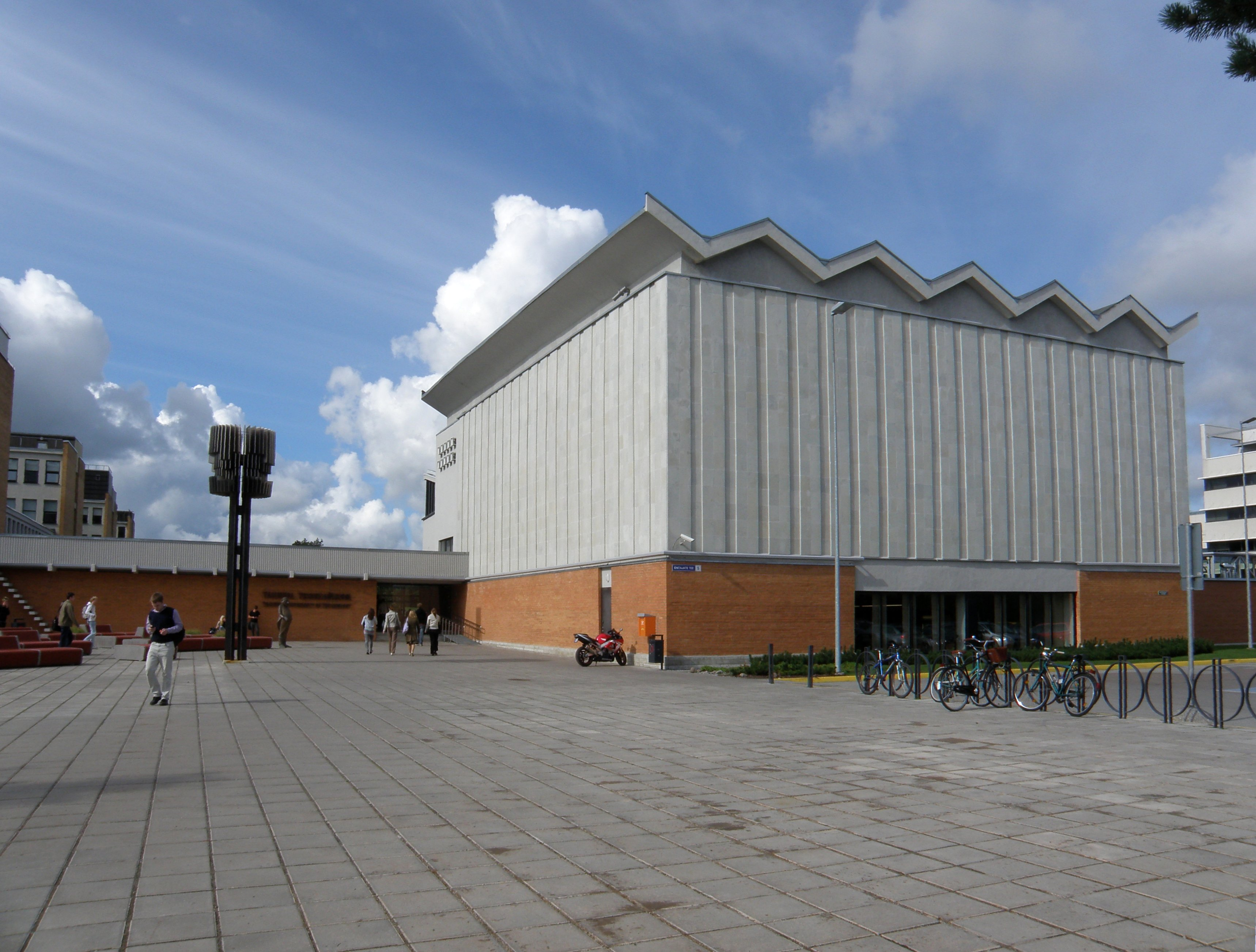
Главный корпус ТПИ в Мустамяэ, построен в 1971 году

Повышением научно-теоретического уровня и профессиональной квалификации учителей занимались районные и городские методические кабинеты и основанный в 1945 году в Таллине Республиканский институт усовершенствования учителей ЭССР. С 1959 года в Таллине работал НИИ педагогики ЭССР. Издавались газета «Nõukogude õpetaja» («Советский учитель») и журнал «Nõukogude kool» («Советская школа»).
В 1946—1950 годах в Таллине действовал Государственный театральный институт ЭССР, затем подготовкой актёрских кадров стала заниматься кафедра театрального искусства Таллинской государственной консерватории.
Подготовка научных работников осуществлялась в 3-годичной аспирантуре. В 1977 году аспирантуры существовали при 21 вузе и исследовательском учреждении№ в ней занималось 470 аспирантов. За 1948—1975 годы аспирантуру окончили 2608 человек.

## Культура

### Музыка
В 1941 году был образован Оргкомитет Союза композиторов ЭССР (председатель Х. Эллер), созданы Государственная филармония ЭССР и Центральный Дом народной художественной самодеятельности. В музыке послевоенных лет отражалось победоносное окончание войны и пафос мирного созидательного труда. Ведущими жанрами стали хоровые, массовые и народные песни. Видным мастером хоровой песни был Г. Эрнесакс. Его крупнейшее произведение того времени ― сюита «Как живут рыбаки». В симфоническом и камерном творчестве первого послевоенного десятилетия национальные элементы переплетались с классико-романтической манерой выражения. Особенно плодотворно работали симфонисты Артур Капп и Хейно Эллер. В серелдине 1950-х годов в развитии эстонской советской музыки произоiёл значительный перелом: неоклассицистические тенденции в музыке открыли дорогу распространению других стилевых направлений XX века (додекафония, алеаторика и пр.). Разнообразными были работы в области камерно-инструментальной музыки; в камерно-вокальной музыке предпочтение отдавалось циклическим композициям (циклы «Песни мороза» (1964) А. Маргусте, циклы Л. Норметса («Песни свадебного шута» (1961), «Прибрежные сосны» (1962) и пр.), вокальные миниатюры В. Тормиса («Четыре эскиза» (1955), «Три цветка» (1960), «Звёзды» (1963), «10 хайку» (1966)), в вокально-симфоническом жанре преобладала современность. было создано немало музыки к драматическим спектаклям, теле- и кинофильмам (В. Рейманн, Б. Кырвер, Э. Тамберг, Х. Юрисалу, Я. Ряэтс, А. Пярт, Ю. Винтер).
На Всесоюзном конкурсе молодых композиторов в 1962 году первых премий удостоились детская кантата «Наш сад» (1059) и оратория «Поступь мира» (1961) А. Пярта, балет-симфония Эйно Тамберга, кантата «День мира», «Кихнуская свадебная» и «Три песни из эпоса» Вельо Тормиса, второй премии — джазово-концертная фантазия «Метрономия» и «Импровизация на эстонскую тему» Уно Найссоо. Одно из первых произведений нового направления — «Concerto grosso» Эйно Тамберга (1956) — завоевало золотую медаль на VI Всемирном фестивале молодёжи и студентов в Москве; на VII фестивале в Вене были отмечены серебряной медалью «Три эстонских танца» Хейно Юрисалу (1956). Лёгкая музыка развивалась из популярных массовых песен послевоенных лет. Широкое распространение получили песни мелодиста Раймонда Валгре.
Начальное музыкальное образование давали детские музыкальные школы, средние общеобразовательные школы с углублённым изучением музыки (с 1960 года) и музыкальные классы при общеобразовательных школах, среднее музыкальное образование — музыкальные училища имени Г. Отса в Таллине и им. Х. Эллера в Тарту, а также музыкальная средняя школа, основанная в 1961 году при Таллинской государственной филармонии. Музыкальные кадры с высшим образованием готовила Таллинская государственная консерватория (в период с 1945 по 1978 год её окончили 1206 человек).
В 1945 году был создан смешанный хор радиовещания (позднее — телевидения и радиовещания), в 1977 году началась деятельность камерного оркестра театра «Эстония». Признание завоевали Государственный академический хор ЭССР и Государственный симфонический оркестр ЭССР. Широкое развитие получила музыкальная самодеятельность. С 1972 года в Таллине проводились фестивали хоров; в частности, в 1972 году лауреатами фестиваля стали женский хор Академии наук ЭССР, Таллинский камерный хор и мужской хор «Gaudeamus», в 1975 году — мужской хор ТПИ и камерный хор «Эллерхейн». Возросло число участников певческих праздников (32 тыс. чел. в 1950 г.), с 1947 года на них стали выступать и детские хоры. Проводились также праздники песни школьников и межреспубликанские праздники песни студентов.
Успешно выступали пианисты А. Клас, Б. Лукк, Х. Сепп, В. Вахи, А. Куусеокс, Р. Раннап и др., скрипачи В. Алумяэ, Х. Лаан, Э. Липпус, И. Раннап, Ю. Геррец, М. Кярмас и др., флейтисты С. Саулус и Я. Ыун, кларнетисты Р. Карин и Р. Крийт, валторнист У. Уусталу, трубач А. Зейдер, органисты Х. Леппнурм и Р. Уусвяли. Среди профессиональных коллективов лёгкой музыки большую популярность приобрели ансамбли «Лайне», «Апельсин», «Коллаж», «Руя», «Фикc». Неизменным успехом пользовались певец Георг Отс и его дуэт с В. Гурьевым.

### Театр

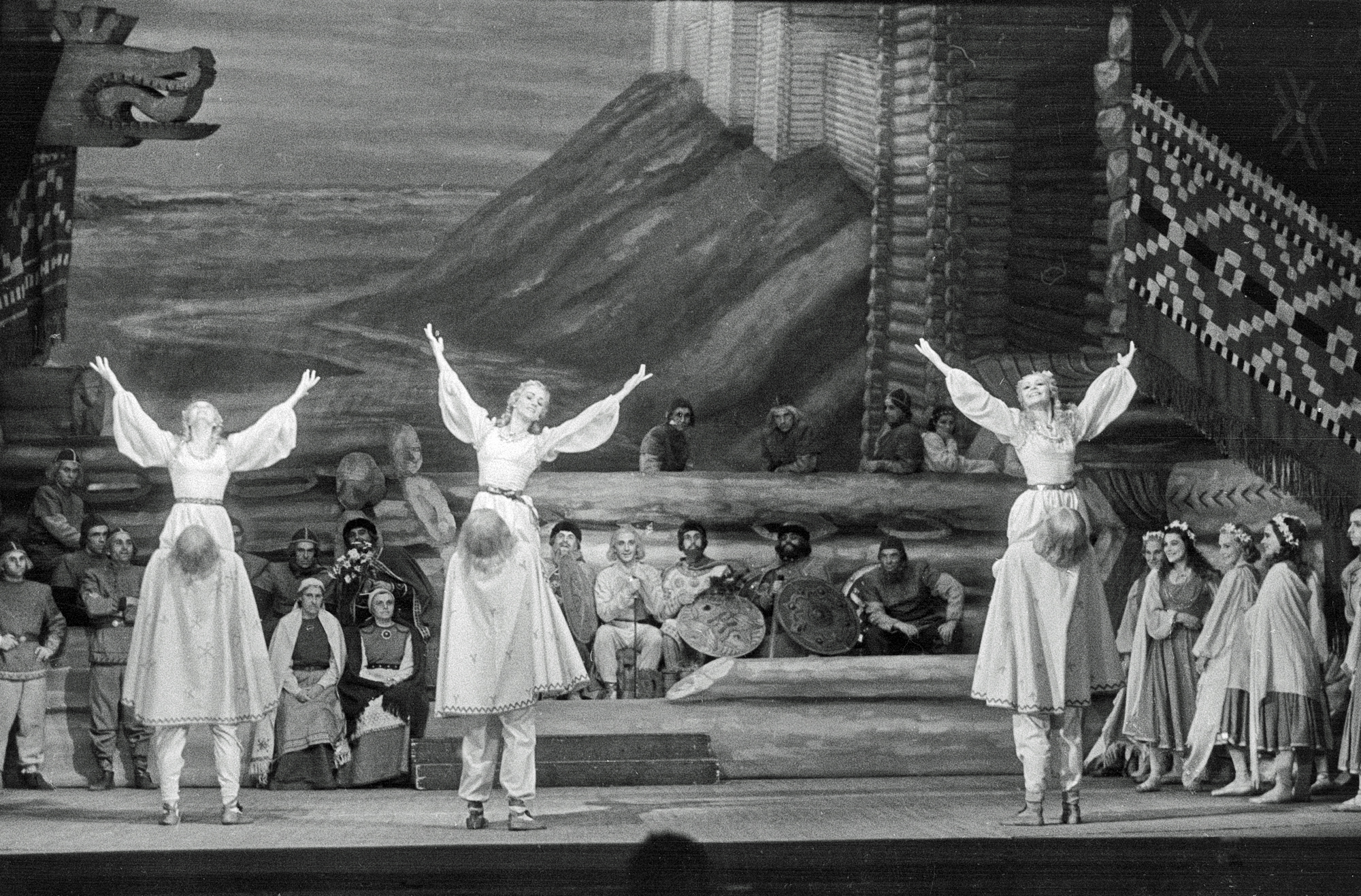
Балет «Калевипоэг» в театре «Эстония», Таллин, 1953 год

После присоединения Эстонии к СССР в 1940 году театры были национализированы. Их репертуар был существенно изменён, появились пьесы на революционную тематику («Гибель эскадры» А. Корнейчука, «Беспокойная старость» Л. Рахманова, «Разлом» Б. Лавренёва, «Мать» М. Горького и др). В 1940 году были открыты Ракверский театр и Театр Краснознамённого Балтийского флота в Таллине. В 1941 году в Таллине был открыт Музей театра и музыки.
После войны приступили к работе Государственный театр «Эстония», Таллинский государственный драматический театр и Государственный театр юного зрителя ЭССР в Таллине, Государственный театр «Ванемуйне» в Тарту, театр «Эндла» в Пярну, «Угала» в Вильянди и Раквереский театр. В 1945 году было основано Театральное общество ЭССР, в 1946 году открылось Эстонское государственное хореографическое училище. В 1948 году были основаны Государственный русский драматический театр и Южно-Эстонский театр (просуществовал до 1951 года). В 1952 году появились Государственный кукольный театр и Кохтла-Ярвеский русский драматический театр (просуществовал до 1962 года). Стали утверждаться принципы социалистического реализма и осваивалась система Станиславского. Выходил журнал «Teaater ja Muusika» («Театр и музыка»).
В начале 1950-х годов репертуар эстонского театра расширялся за счёт классики, в конце 1950-х — начале 1960-х — за счёт пьес зарубежных авторов. В начале 1960-х годов в эстонском театре работали актёры двух поколений, благодаря чему он становился более разнообразным. В 1965 году был основан Государственный театр юного зрителя. Во второй половине 1960-х годов театры стали использовать также малую сцену, родилась форма комнатного театра. Театру 1970-х годов была характерна этическая напряжённость, более многогранное раскрытие человеческой личности и более углублённое изображение многосложных связей между человеком и действительностью.
Во второй половине 1940-х годов оперный театр был в основном представлен произведениями, посвящёнными историческому прошлому эстонского народа («Огни мщения» Э. Каппа, «Святое озеро» и «Берег бурь» Г. Эрнесакса). В первой половине 1950-х годов были поставлены русские классические оперы «Евгений Онегин», «Русалка», «Князь Игорь», «Борис Годунов», «Демон», «Руслан и Людмила», «Пиковая дама». В 1960-х годах появились новые оперы эстонских композиторов — «Железный дом» Э. Тамберга, «Лебединый полёт» В. Тормиса, «Могучий чародей» А. Гаршнека, «Барбара фон Тизенхузен» Э. Тубина. В 1970-х годах появилось новое поколение оперных режиссёров (А. Микк, Ю. Вилимаа, И. Кууск, Б. Тынисмяэ).
По данным на 1977 год, посещаемость театров составляла 1468 тыс. человек. В Эстонии помимо профессиональных театров действовало 13 народных театров и более тысячи самодеятельных кружков.

### Кино
Эстонские игровые фильмы первых послевоенных лет с участием эстонских актёров и на основе эстонской литературы ставились на «Ленфильме». Первой художественной картиной стала «Жизнь в цитадели» (1947, реж. Г. Раппопорт, по пьесе А. Якобсона). После войны была восстановлена Таллинская киностудия, которая с 1954 года начала выпуск игровых фильмов своими силами (первым был цветной фильм-концерт «Когда наступит вечер…», 1955, реж. А. Мандрыкин). С 1963 года она стала называться киностудией «Таллинфильм», где работали операторы К. Мярска, В. Парвель, С. Школьников, В. Томберг, В. Горбунов и др. На студии были созданы такие известные советские фильмы, как «Озорные повороты» (1959), «Последняя реликвия» (1969), «Весна» (1969), «Бриллианты для диктатуры пролетариата» (1975), «Цену смерти спроси у мёртвых» (1977, 1-я премия на XI Всесоюзном кинофестивале), «Отель „У погибшего альпиниста“» (1979) и др. К участию в эстонских фильмах привлекались и актёры братских республик (в основном Литвы). Начиная с 1950-х годов эстонские актёры также снимались в фильмах союзных республик (Юри Ярвет, Лембит Ульфсак, Л. Мерзин и др.). За 1955—1978 годы «Таллинфильмом» было выпущено 60 полнометражных и 9 короткометражных фильмов, в среднем 3 фильма в год. В 1962 году был создан Союз кинематографистов Эстонии, первым секретарём которого стал Кальё Кийск.
В 1960-х годах на «Таллинфильме» выпускалось до 8 документальных фильмов, в 1970-х годах — до 15 фильмов в год.
Значительное место в эстонском киноискусстве занимала кукольная мультипликация. Первый кукольный фильм — «Сон маленького Пеэтера» — был поставлен в 1958 году режиссёром Э. Тугановым. Мультфильм «Осёл, селёдка и метла» получил 2-ю премию на III Всесоюзном кинофестивале. Первые рисованные фильмы появились в 1972 году под руководством художника Р. Раамата. За период с 1958 по 1978 год было выпущено 63 кукольных мультфильма, с 1972 по 1978 год было создано 20 рисованных мультфильмов. Эстонские мультфильмы с успехом демонстрировались почти в 40 странах мира.

### Телевидение
Первый художественный фильм Эстонского телевидения — «Актёр Йоллер» (реж. Вирве Аруоя, сценарист Юри Ярвет) — был создан в 1960 году. В 1965 году была основана студия «Эстонский телефильм». Бо́льшую часть художественных телефильмов составляли экранизации. В 1968 году был выпущен первый многосерийный фильм «Затемнённые окна» (реж. Т. Каск), в 1971 году — первый эстонский рисованный телефильм. С 1967 года работало бюро «Эстонский рекламфильм» — крупнейшая в СССР студия рекламных фильмов. Ежегодно создавалось более 200 фильмов.

### Фотоискусство
Самой крупной организацией, объединявшей фотографов Эстонии, был основанный в 1960 году Таллинский фотоклуб. Он устраивал ежегодные выставки работ своих членов, фотоконкурсы, принимал участие в международных и всесоюзных фотовыставках, проводил недели фотоискусства, семинары руководителей фотоклубов и фотокружков. На Всесоюзных конкурсах Наша современность в 1963—1966 годах Таллинский фотоклуб занял первые и вторые места. В 1965—1968 годах при Таллинском университете культуры действовало отделение фотоискусства (274 слушателя). Эстонский фотограф П. Тооминг в 1971 и 1976 годах был удостоен золотой медали Международной федерации фотоискусства.

## Республика в филателии

Почтовые марки СССР
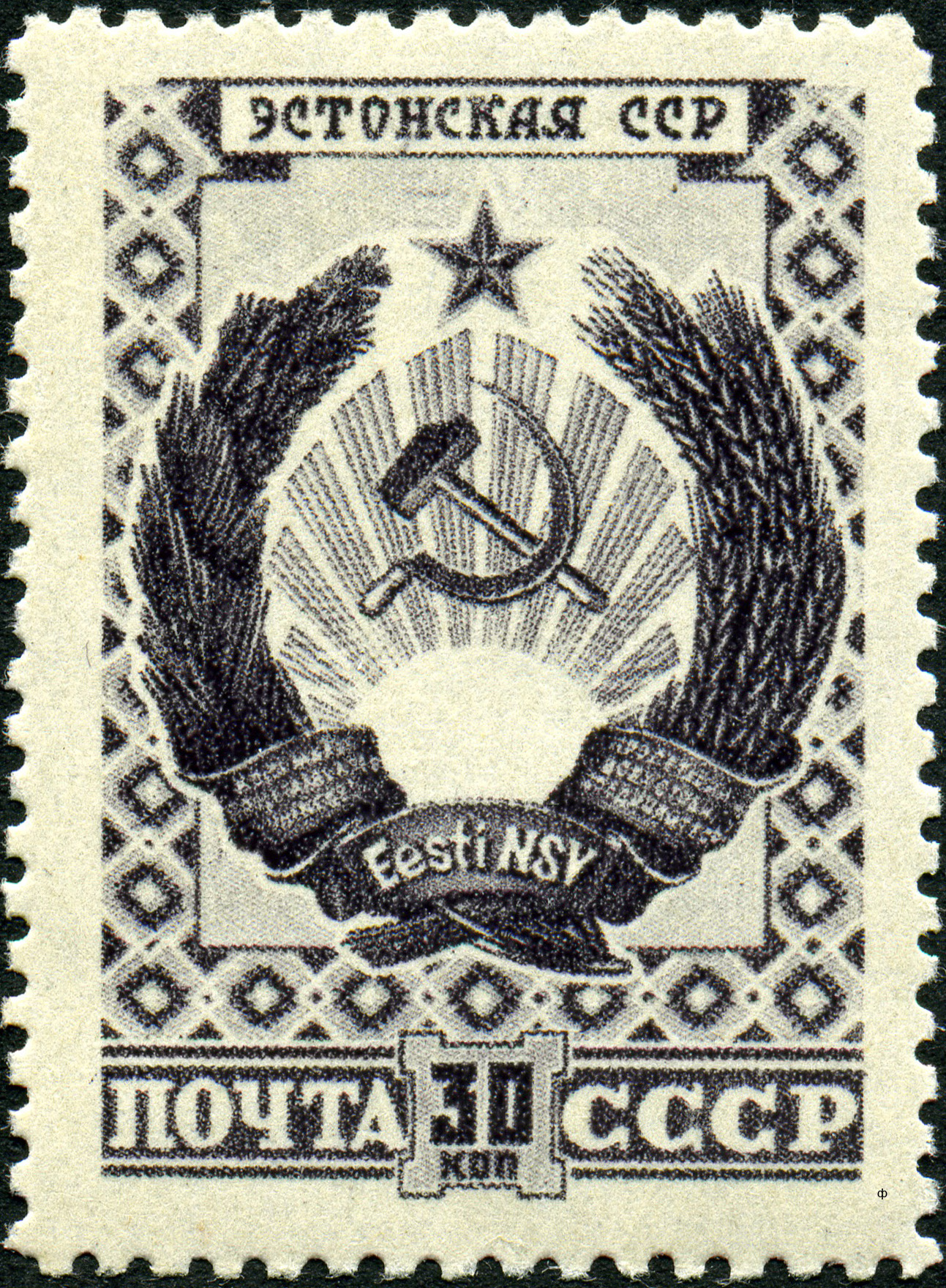
Герб Эстонской ССР, 1947 год
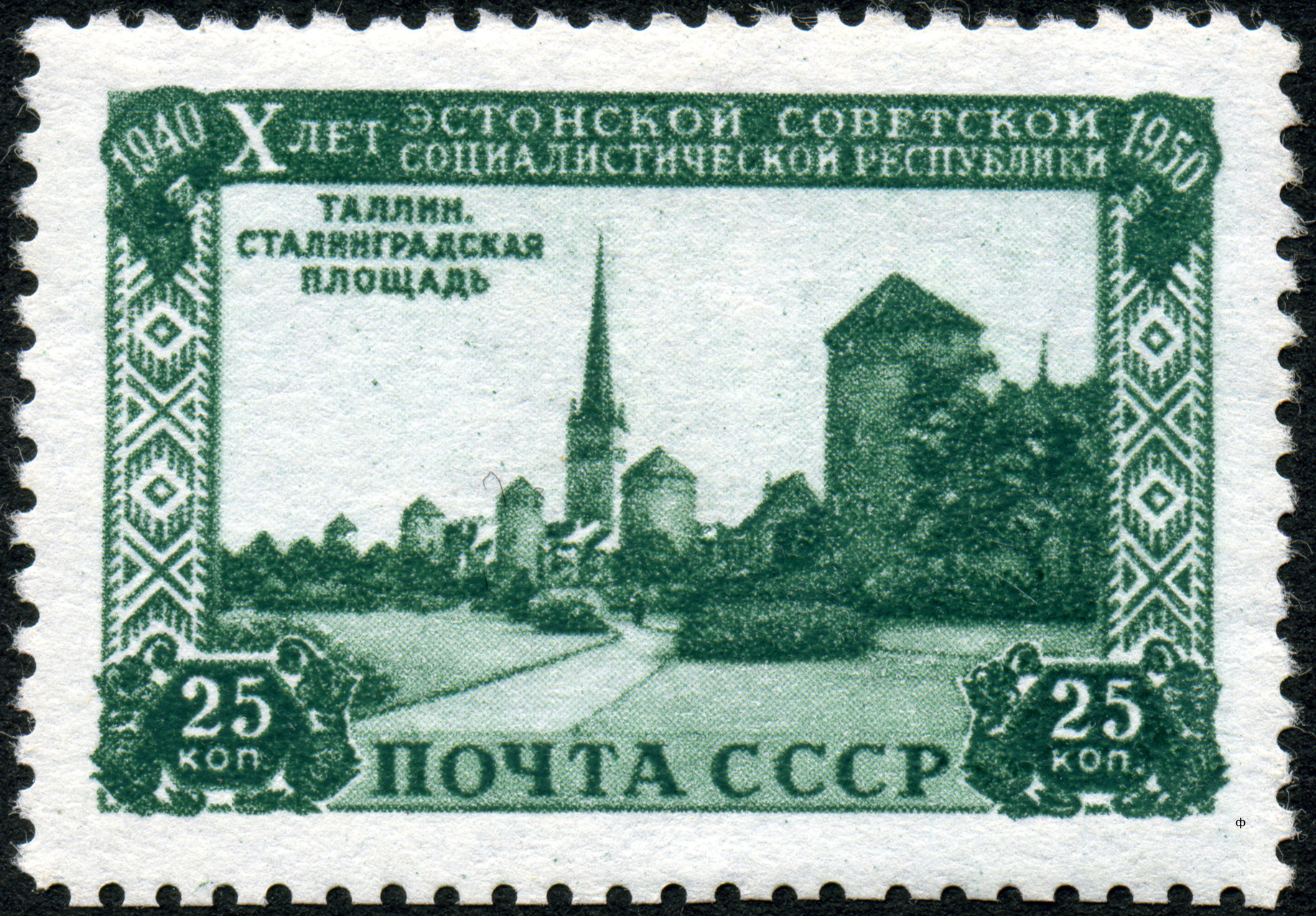
Таллин, Сталинградская площадь, 1950 год
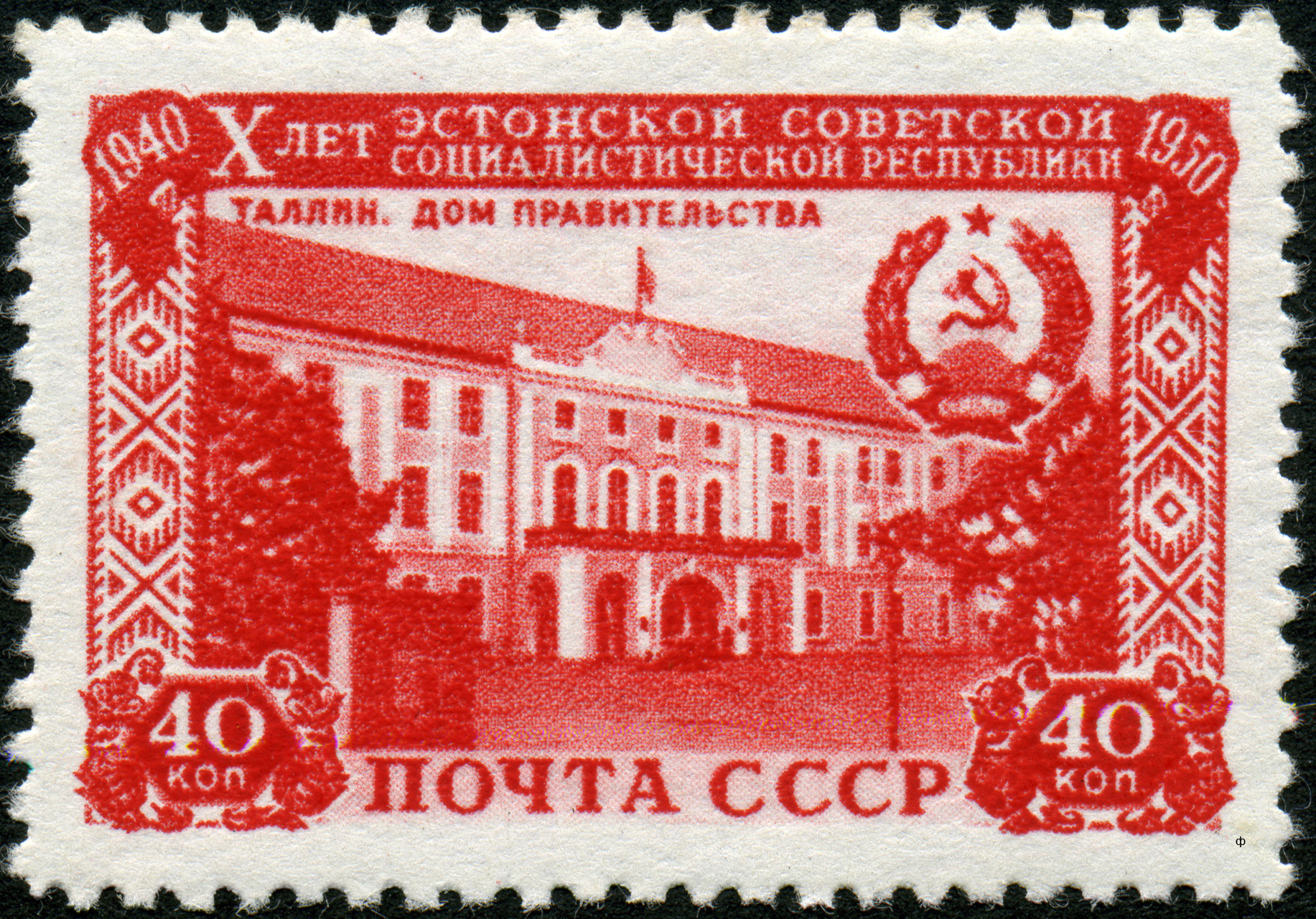
Таллин, Дом правительства, 1950 год
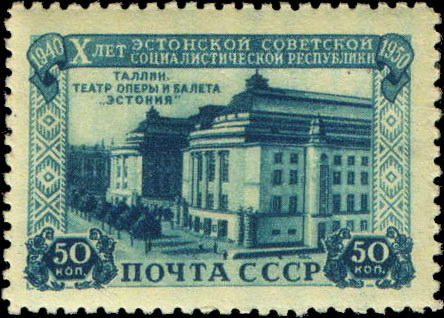
Таллин, театр оперы и балета, 1950 год
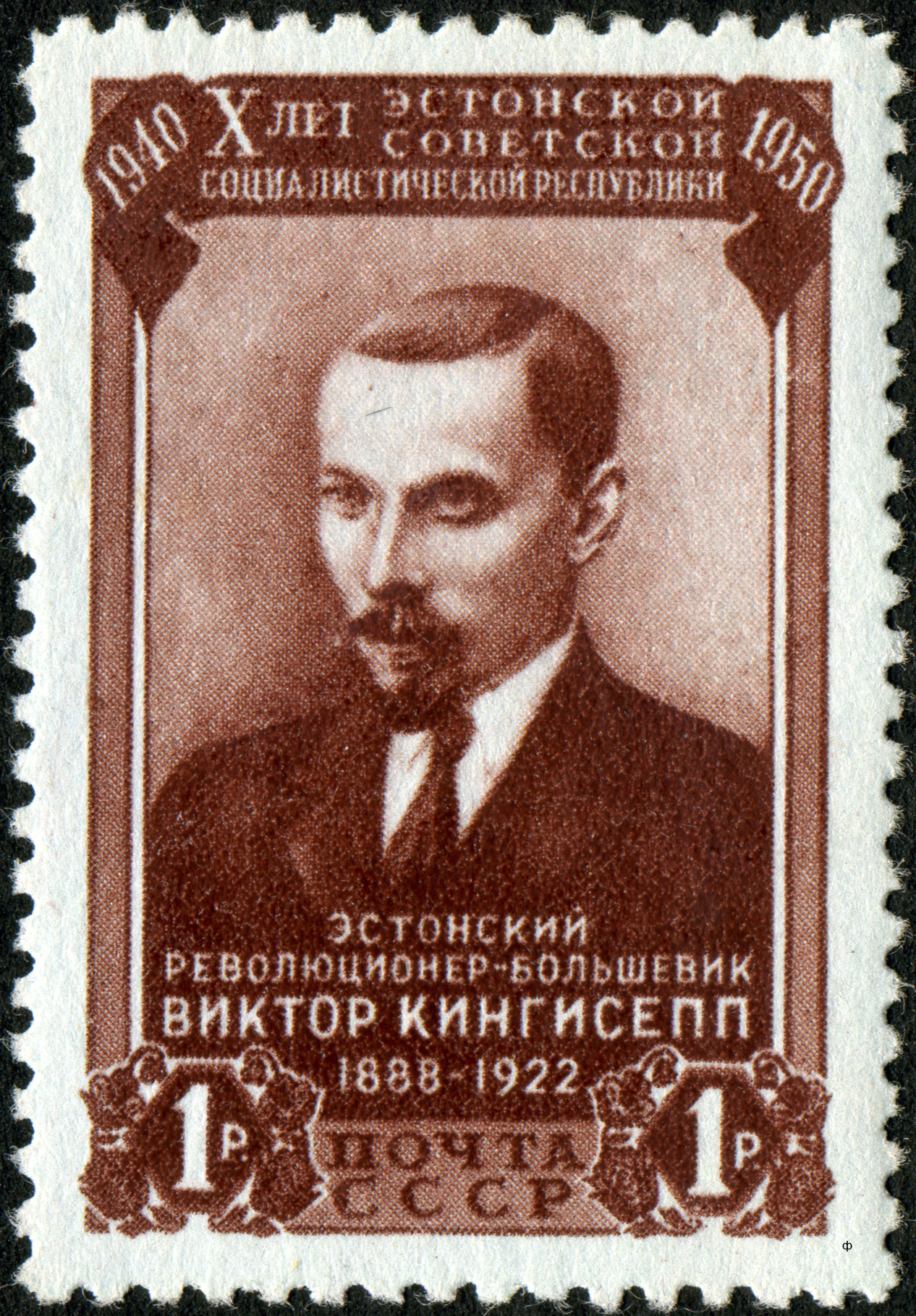
Виктор Кингисепп, 1950 год
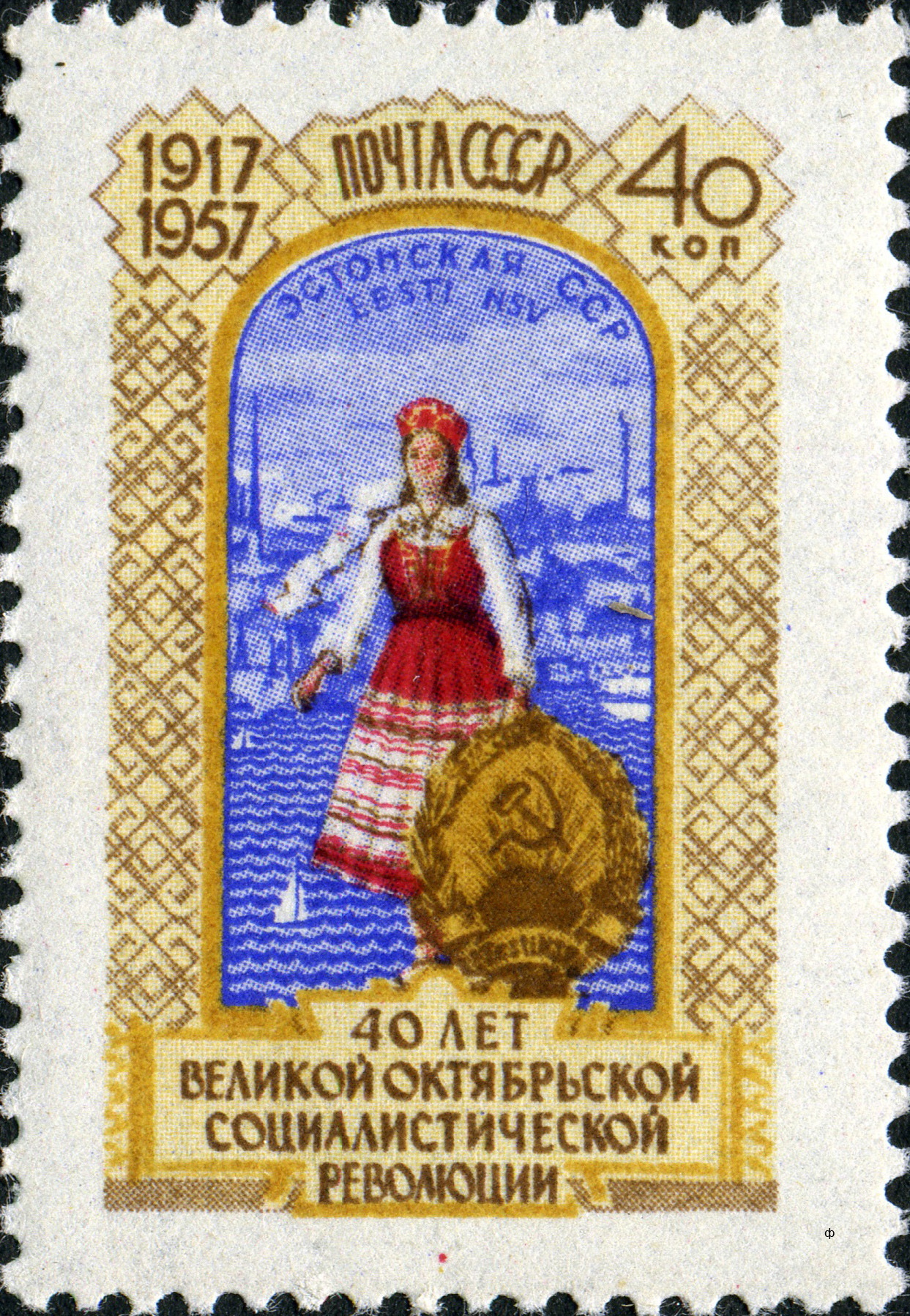
40 лет Октябрьской социалистической революции. Эстонская ССР, 1957 год
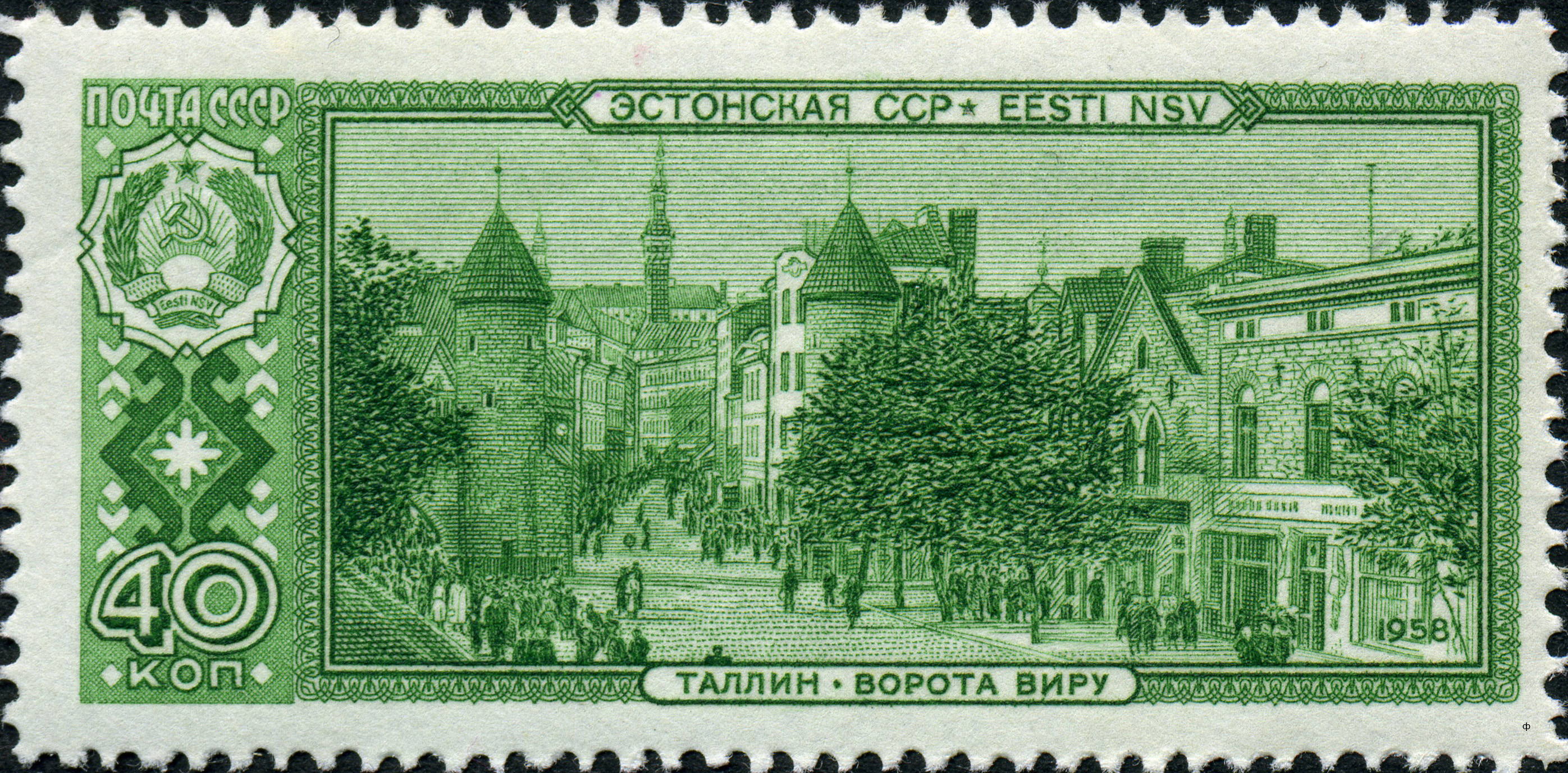
Эстонская ССР. Таллин. Ворота Виру, 1958 год
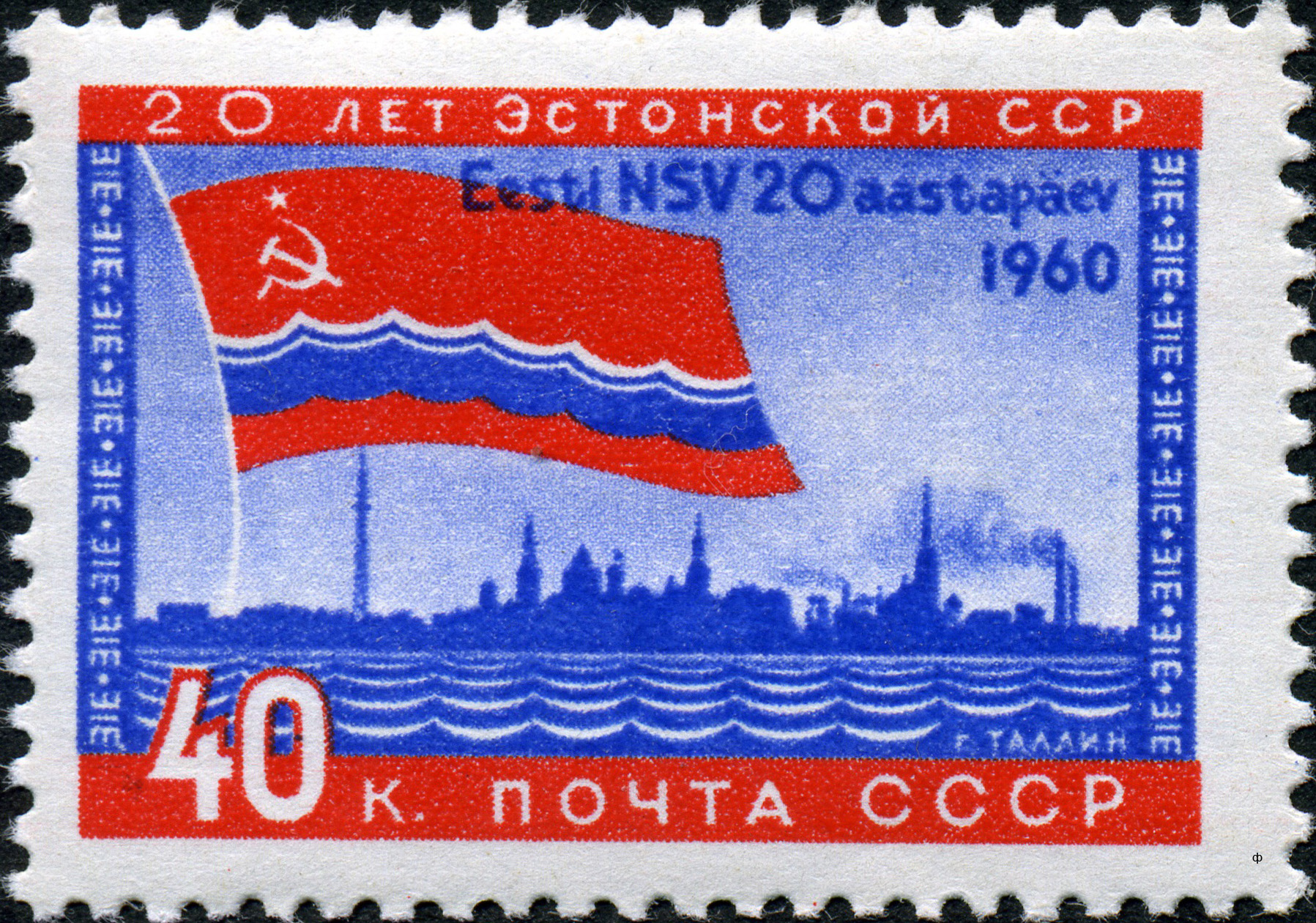
20 лет Эстонской ССР, 1960 год
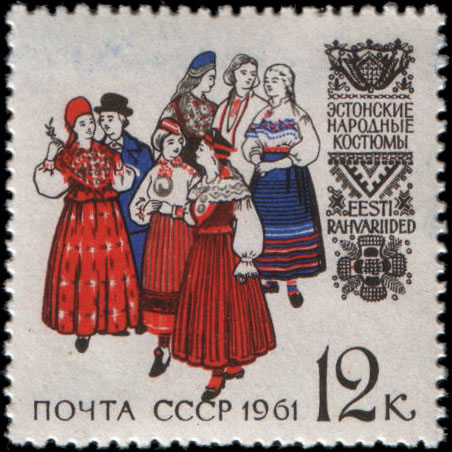
Эстонские народные костюмы, 1961 год
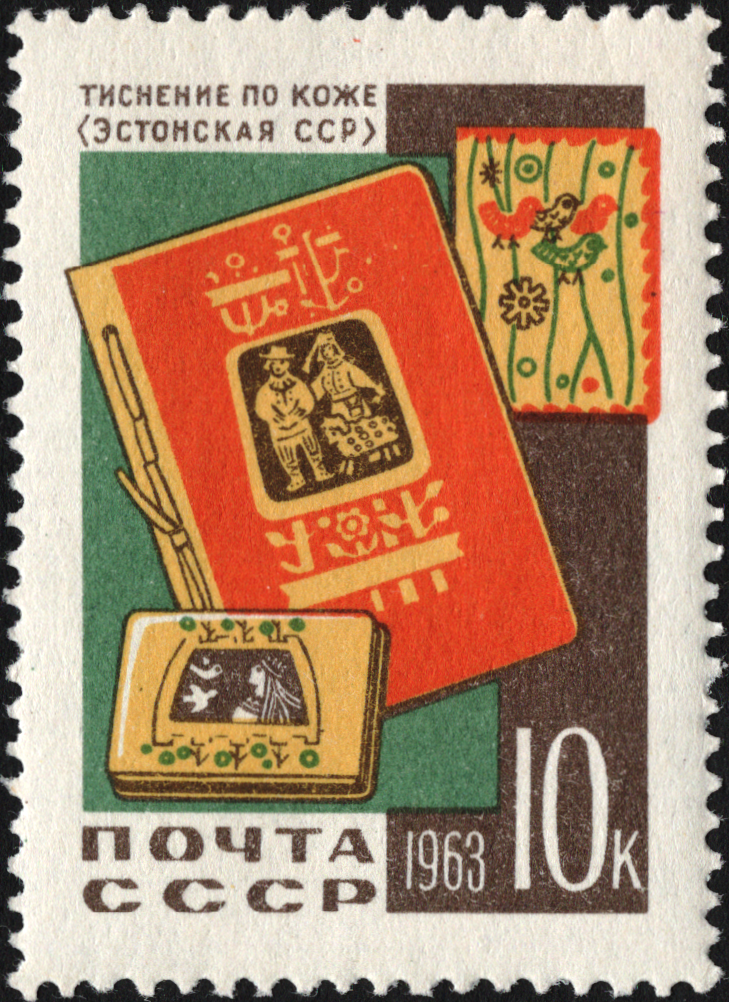
Тиснение по коже. Эстонская ССР, 1963 год
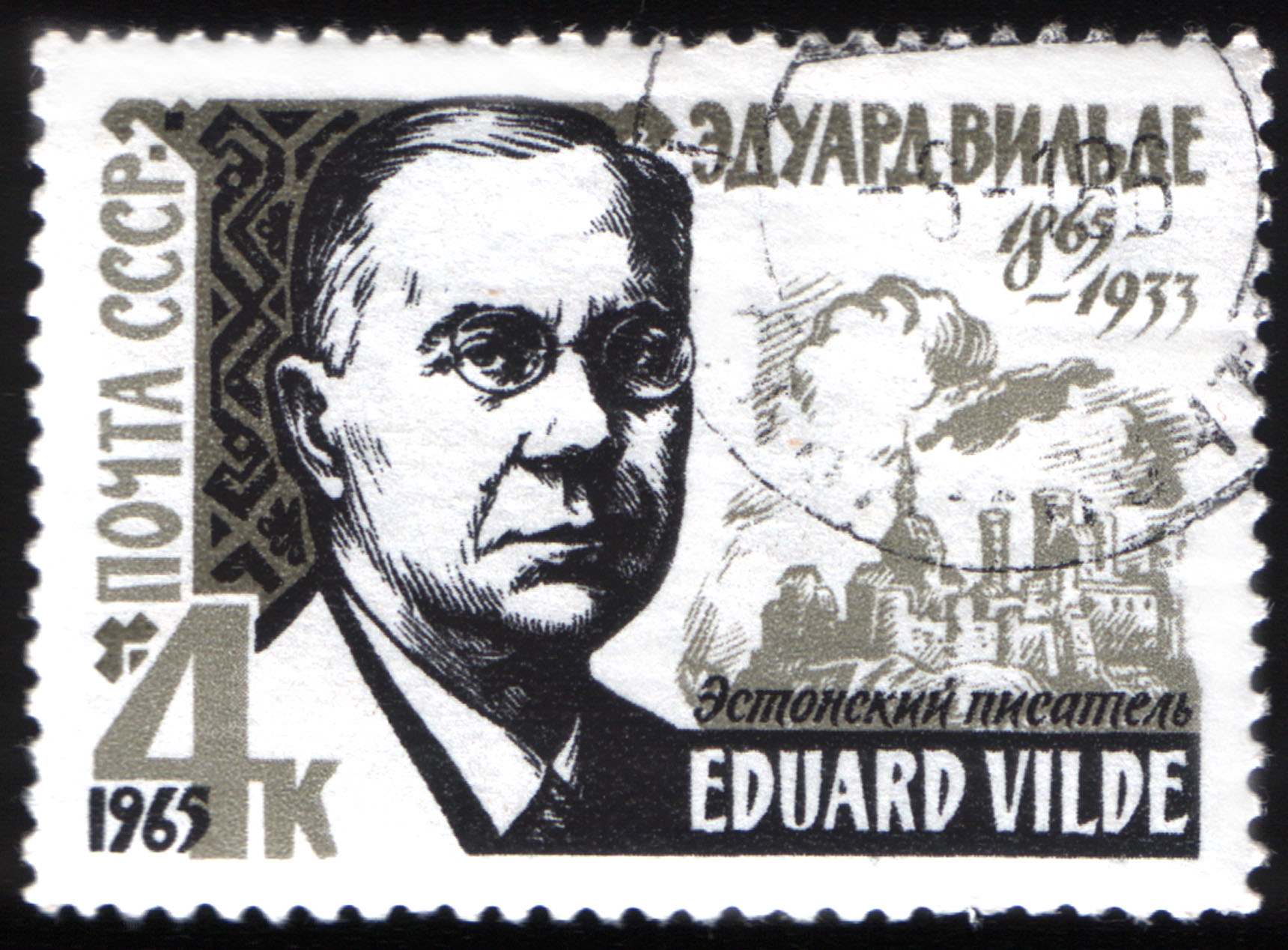
Эдуард Вильде, 1965 год
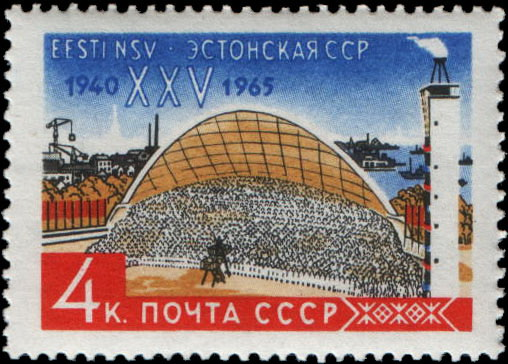
25 лет Эстонской ССР. Таллин, Певческое поле, 1965 год
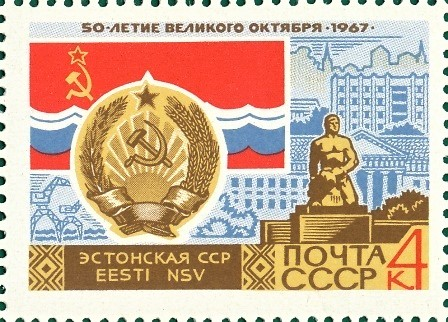
50-летие Великого Октября, Эстонская ССР, 1967 год
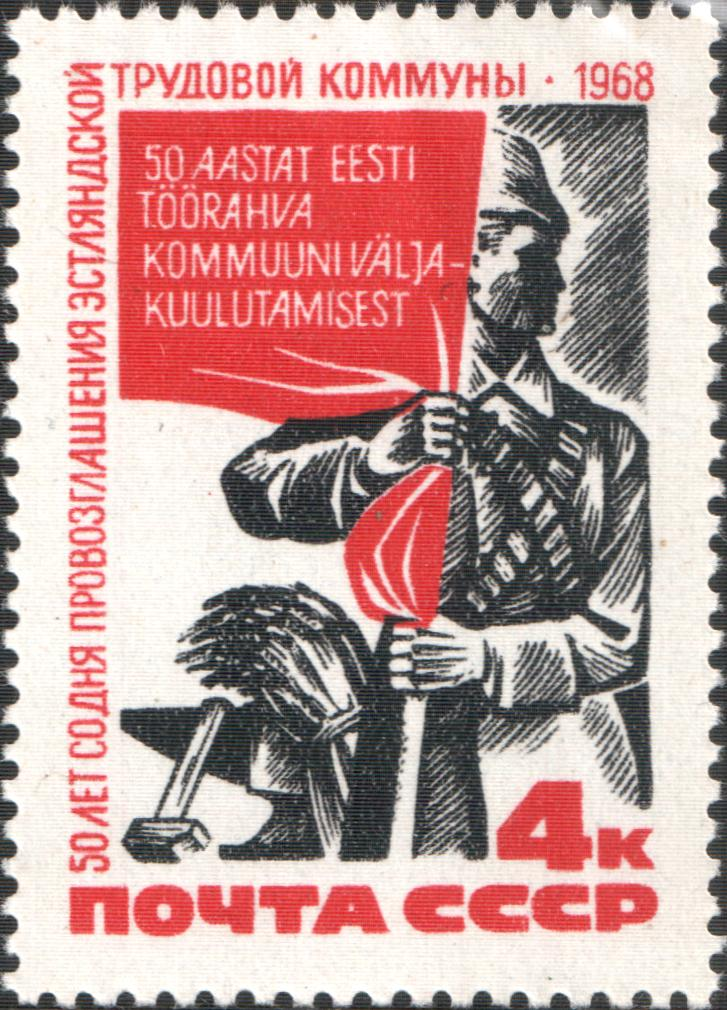
50 лет Эстляндской трудовой коммуне, 1968 год
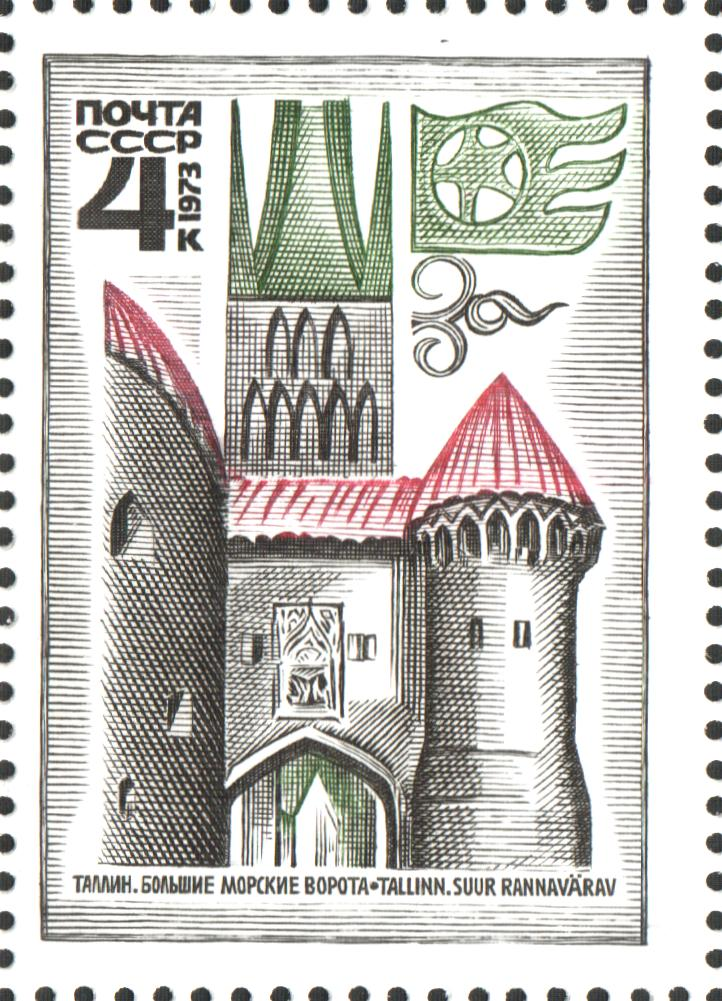
Таллин, Большие морские ворота, 1973 год
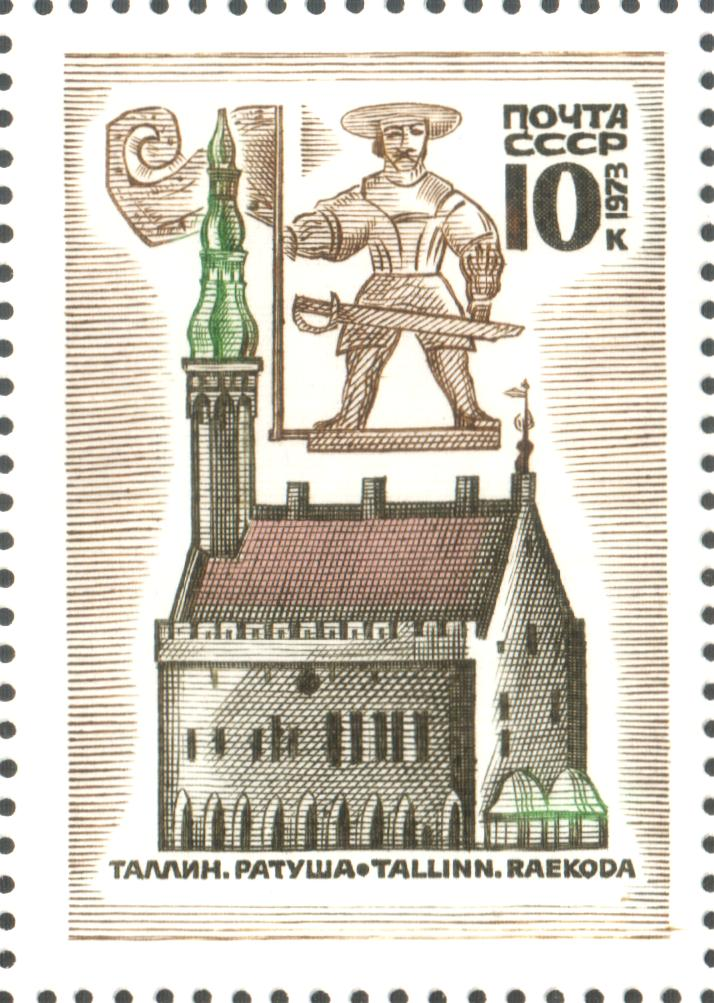
Таллин, Ратуша, 1973 год
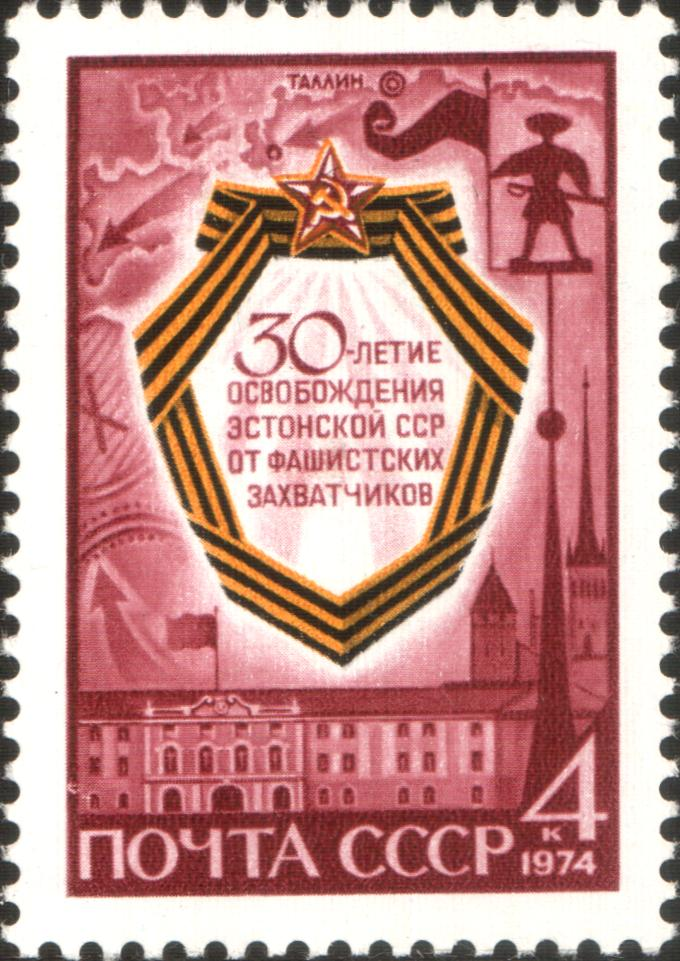
30 лет со дня освобождения Эстонской ССР от фашистских захватчиков, 1974 год
40 лет Эстонской ССР, 1980 год
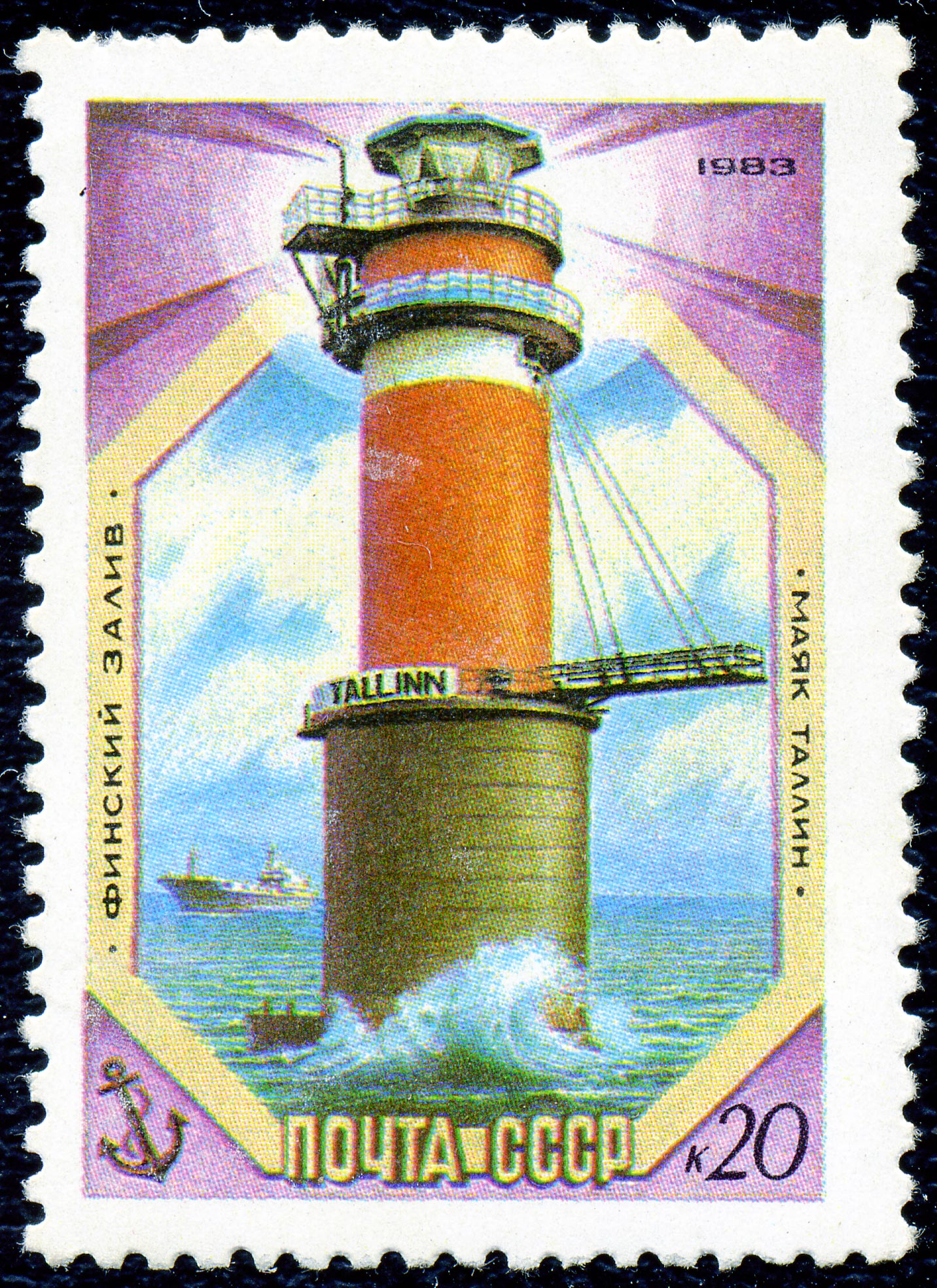
Маяк Таллин, 1983 год
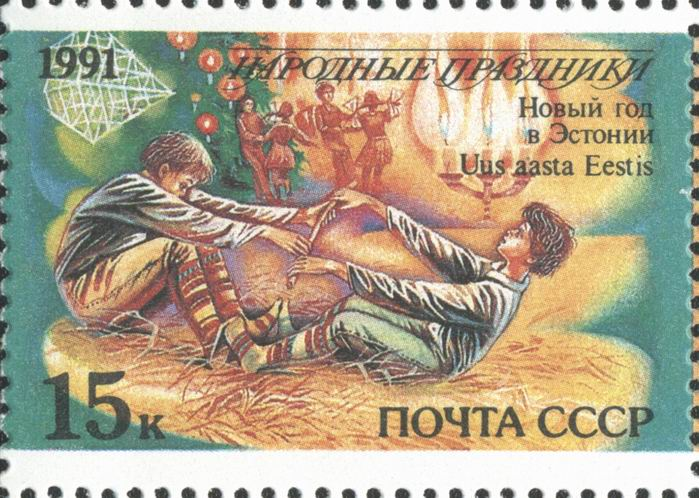
Новый год в Эстонии, 1991 год